# 讷韦尔
讷韦尔（法語發音：[nəvɛʁ] ⓘ），法国中部城市，勃艮第-弗朗什-孔泰大区涅夫勒省的一个市镇，同时也是该省的省会，下辖讷韦尔区，其市镇面积为17.33平方公里，2022年1月1日时人口数量为33,172人，是该省人口最多的城市，在法国城市中排名第242位。
讷韦尔位于涅夫勒省西南部，卢瓦尔河畔，其右岸支流涅夫勒河在此与其交汇。讷韦尔是法国“艺术与历史之城”，自中世纪起即成为这一区域的首府，讷韦尔公爵宫通常被认为是卢瓦尔河谷的第一座城堡，近代讷韦尔因彩陶而闻名，当地建有彩陶工艺博物馆。现代讷韦尔则是涅夫勒省的政治经济文化中心，同时也是法国中部重要的交通枢纽，前往巴黎、图尔、第戎和克莱蒙费朗四个方向的铁路在此呈十字型交汇，另有多条公路连接该地。

## 地名来源
“讷韦尔”一名的确切来源尚存在争议，该地最初在凯撒大帝的《高卢战记》中被记载为“诺维奥杜努姆埃杜奥鲁姆”（Noviodunum Haeduorum），其含义为“埃杜维人的新城”。在公元4世纪的《安托南游记》中，该地又曾被标注为“尼韦鲁姆”（Niverum）及“内里鲁姆”（Nerirum）。而根据法国地名学家阿尔贝·多扎的论述，流经此地的涅夫勒河之名可能亦来源于诺维奥杜姆。
讷韦尔所处区域在法国语言学上属于奥伊语区，“Nevers”对应的勃艮第语莫尔旺方言拼写可能为“N'ver”；与此同时，讷韦尔历史上与法国南部奥克语区交流频繁，“Nevers”在奥克语维基百科及Openstreetmap中被标记为“Nivèrns”。
此外，因翻译标准不同，“Nevers”在部分汉语资料中又被译为纳韦尔。

## 历史

### 古典时期
讷韦尔的早期历史尚不清楚，该区域曾发掘出新石器时期的人类活动遗迹。古典时期，讷韦尔为高卢部落埃杜维人的一处领地，彼时，该部落的实际活动范围集中于莫尔旺山及东部地区，但得益于内河航运，讷韦尔所处的卢瓦尔河谷地区亦有聚落形成。高卢战争初期，埃杜维人曾与勃艮第北部的塞夸尼人发生战乱而无暇顾及外敌防御，致使凯撒大帝军团得以顺利入侵。维钦托利曾将埃杜维人形容为“罗马人的附庸”（Amis et alliés du peuple romain）。罗马人入主高卢后，讷韦尔成为卢格敦高卢的一部分，一条沿卢瓦尔河延伸的道路由讷韦尔经过，讷韦尔逐渐形成聚落。公元三世纪时，讷韦尔开始被传福音，当地出现了首个教堂，其附近亦则随着内河航运的开辟而成为一个商业集镇。

### 中世纪

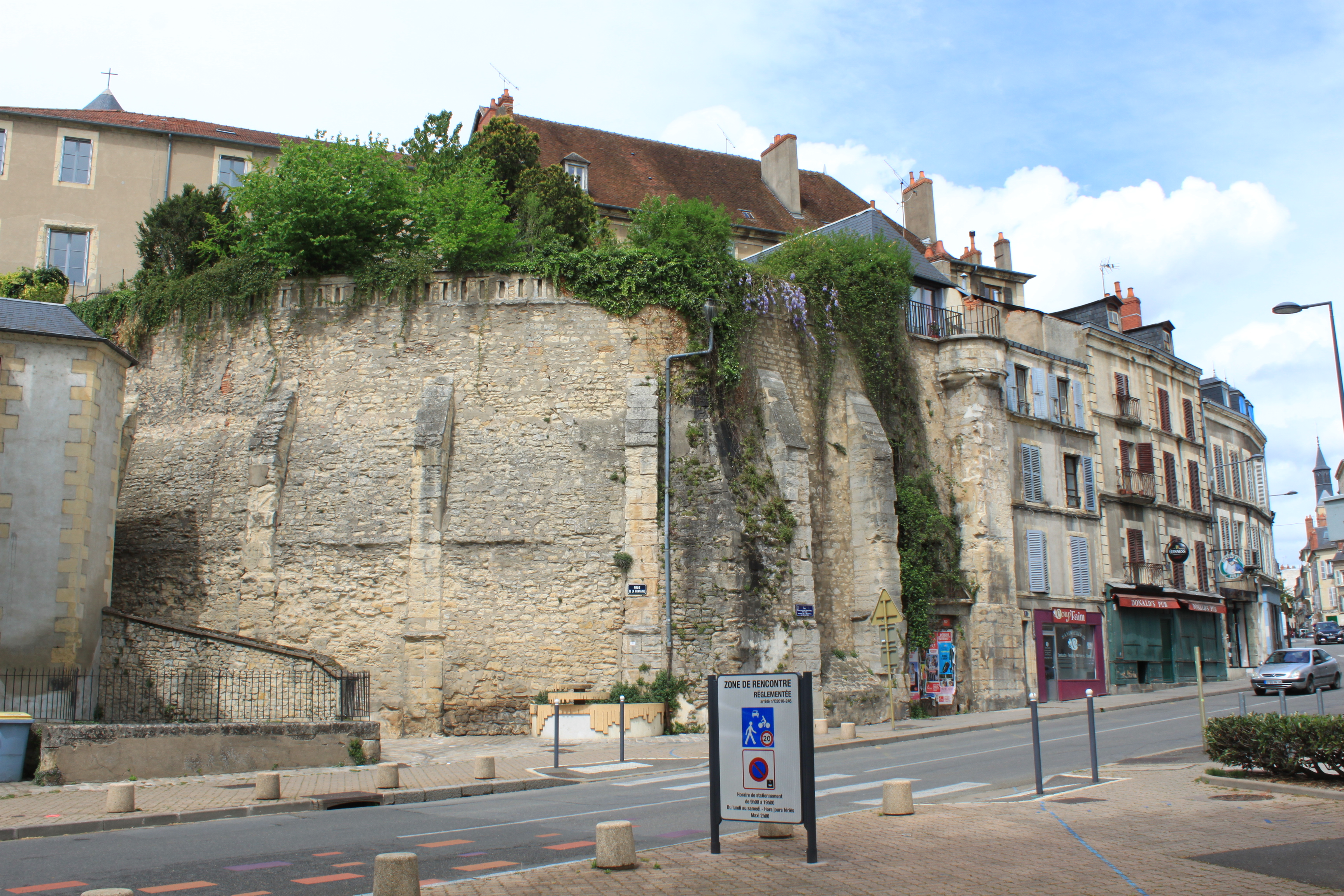
讷韦尔的一处城墙遗址

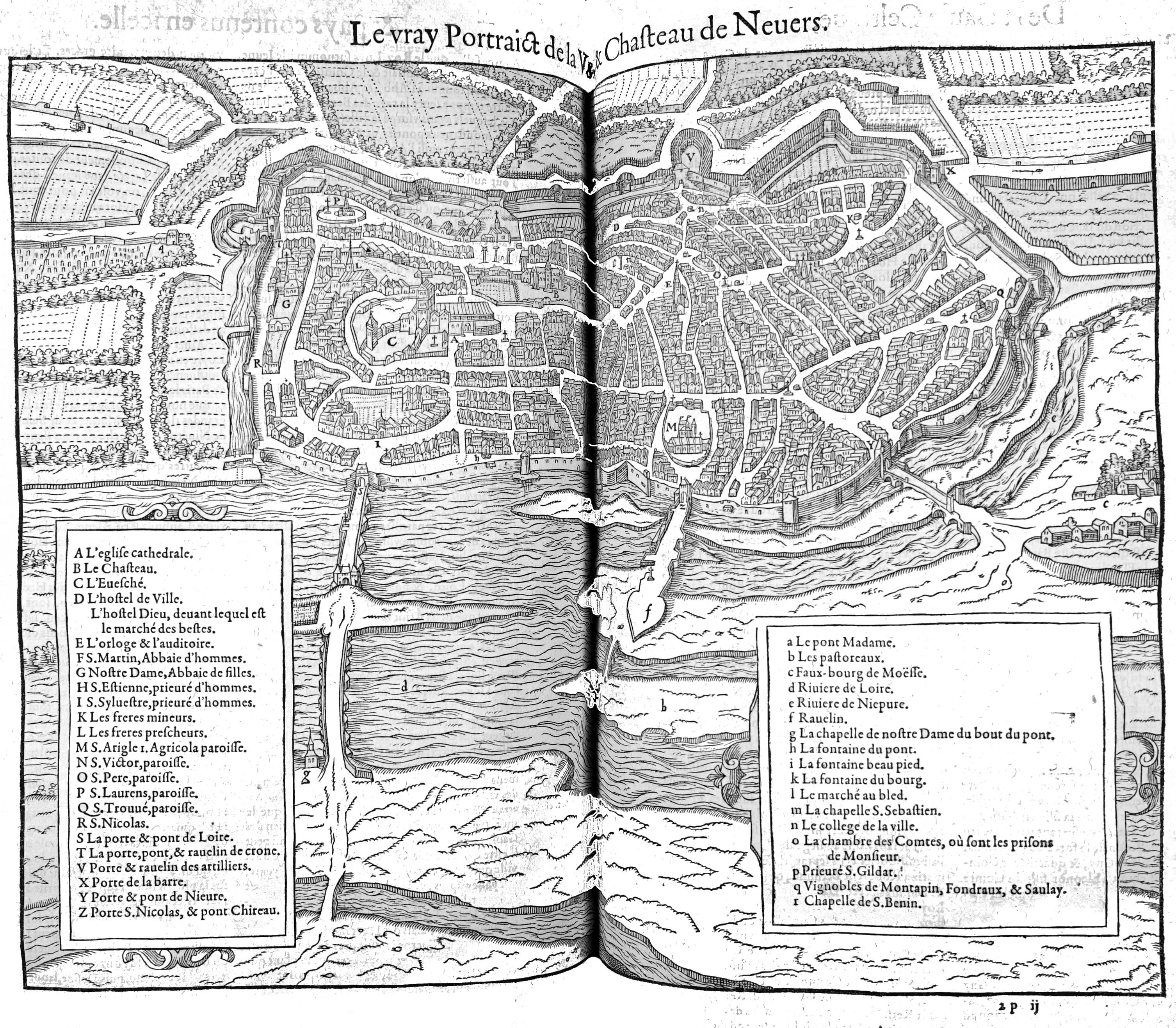
中世纪末的讷韦尔地图

公元六世纪，天主教讷韦尔教区成立，圣厄拉德（拉丁語：Euladius）为首任主教。公元517年，维埃纳主教圣西吉斯蒙曾召集讷韦尔和勃艮第主教，此后讷韦尔成为奥斯特拉西亚的一部分，然而公元523年，圣西吉斯蒙被奥尔良主教刺杀，讷韦尔地区被勃艮第王国继承。公元624至630年间，在讷韦尔主教罗拉库斯（Rauracus）的邀请下，圣莫尔修道院主的道士巴博兰来到讷韦尔并主持修建了讷韦尔圣母修道院，讷韦尔由此成为该区域的宗教权力中心。
公元8世纪末，查理曼曾短居于讷韦尔，其逝世后，讷韦尔曾被阿基坦国王虔诚者路易继承。公元838年，路易之子丕平一世逝世，该区域再次发生继承危机，日耳曼人路易曾与秃头查理争夺讷韦尔以及欧塞尔，最终该区域被于843年秃头查理控制。为缓冲阿基坦和勃艮第之间的矛盾，讷韦尔附近被设立为一个军事缓冲区，布尔日伯爵之子于格（Hugues）被阿基坦国王丕平二世授予讷韦尔伯爵头衔，其伯国范围可能与教区重合。于格在公元865年的一场抗击诺曼人的战役中身亡，诺曼军队曾占领讷韦尔并烧毁了当地的多处建筑。战后，讷韦尔再次成为众势力争夺之地，除阿基坦公爵威廉一世外，特鲁瓦、欧塞尔、欧坦、马孔、沙隆及里昂伯爵均声称有权继承该区域。公元953年，沙隆伯爵吉尔贝尔率兵占领讷韦尔并进行了掠夺。在经历了近一个世纪的混乱后，讷韦尔伯国最终于公元990年被勃艮第公爵巴黎的奥东继承，其女儿玛蒂尔德（Mathilde de Bourgogne）与朗德里联姻，由此创建了讷韦尔家族。1032年，朗德里之子雷诺一世继承了欧塞尔伯国的爵位，在此后超过一个世纪的时间里，讷韦尔家族成员都得以同时获得欧塞尔和讷韦尔的爵位。
1184年，年仅14岁的讷韦尔女伯爵阿格尼丝一世与皮埃尔二世联姻。1193年阿格尼丝逝世后，皮埃尔二世又与埃诺女王佛兰德的约兰达，由此成为拉丁帝国皇帝，讷韦尔家族也由此被扩张成为库特奈卡佩家族。中世纪末至18世纪末，讷韦尔伯国爵位先后被栋济、沙蒂永、波旁-当皮埃尔、卡佩勃艮第、瓦卢瓦、拉马克家族继承。其间，伯爵若望二世曾于15世纪中后期主持修建城堡作为伯爵宅邸。1538年，法兰索瓦一世与夏尔四世·德·波旁之女波旁-旺多姆的玛格丽特联姻，弗朗索瓦获得公爵头衔，成为讷韦尔的首位公爵。讷韦尔城堡也因此被更名为“公爵宫”，并在此后的几十年内得以数次扩建，成为尼韦尔奈的行政中心。1565年，亨丽埃特与意大利贡扎加家族的卢多维科·贡扎加-尼维尔联姻，并由此建立了贡扎加-讷韦尔家族。卢多维科将意大利彩陶绘画工艺技术带至讷韦尔，他邀请意大利商人奥古斯丁·康拉德（Augustin Conrad）前往讷韦尔创办彩陶厂，讷韦尔彩陶因其蓝色基调而闻名，被称为“蓝金”（Or Bleu），是彼时当地重要的贸易商品。与此同时，天主教讷韦尔教区的主教座圣西尔-圣朱丽特大教堂基本建成，其高达52米的博耶尔塔（La Tour Bohier）使得该教堂成为讷韦尔老城的地标性建筑物，并通常被认为是卢瓦尔河谷的第一座城堡。1661年，讷韦尔公爵被曼齐尼家族继承，直至法国大革命结束。1767年，法国工程师路易·德雷热莫尔特主持修建横跨卢瓦尔河的石桥，但受到洪水等因素的影响，该桥直至1832年才完全建成。

### 近现代

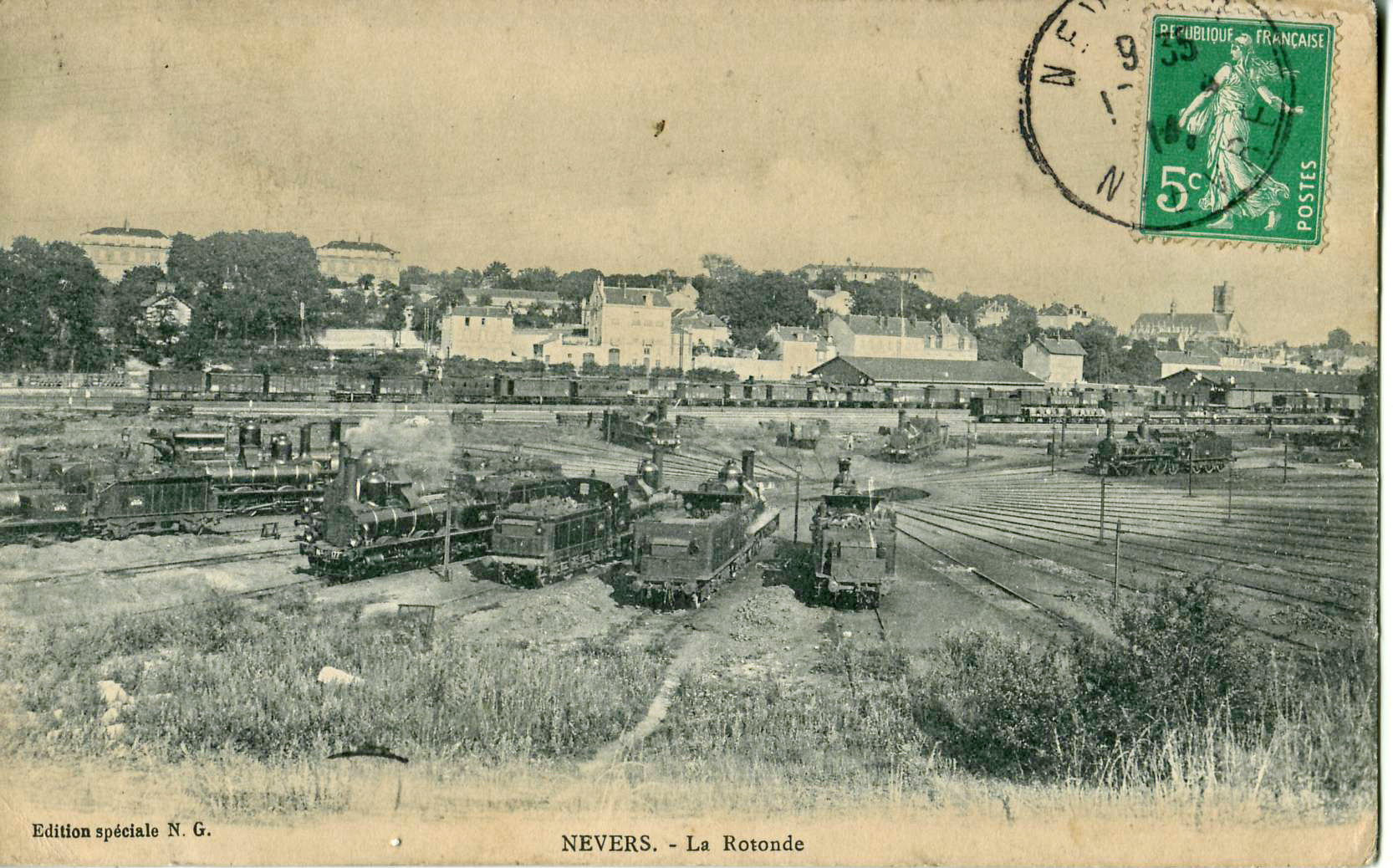
讷韦尔铁路调车场

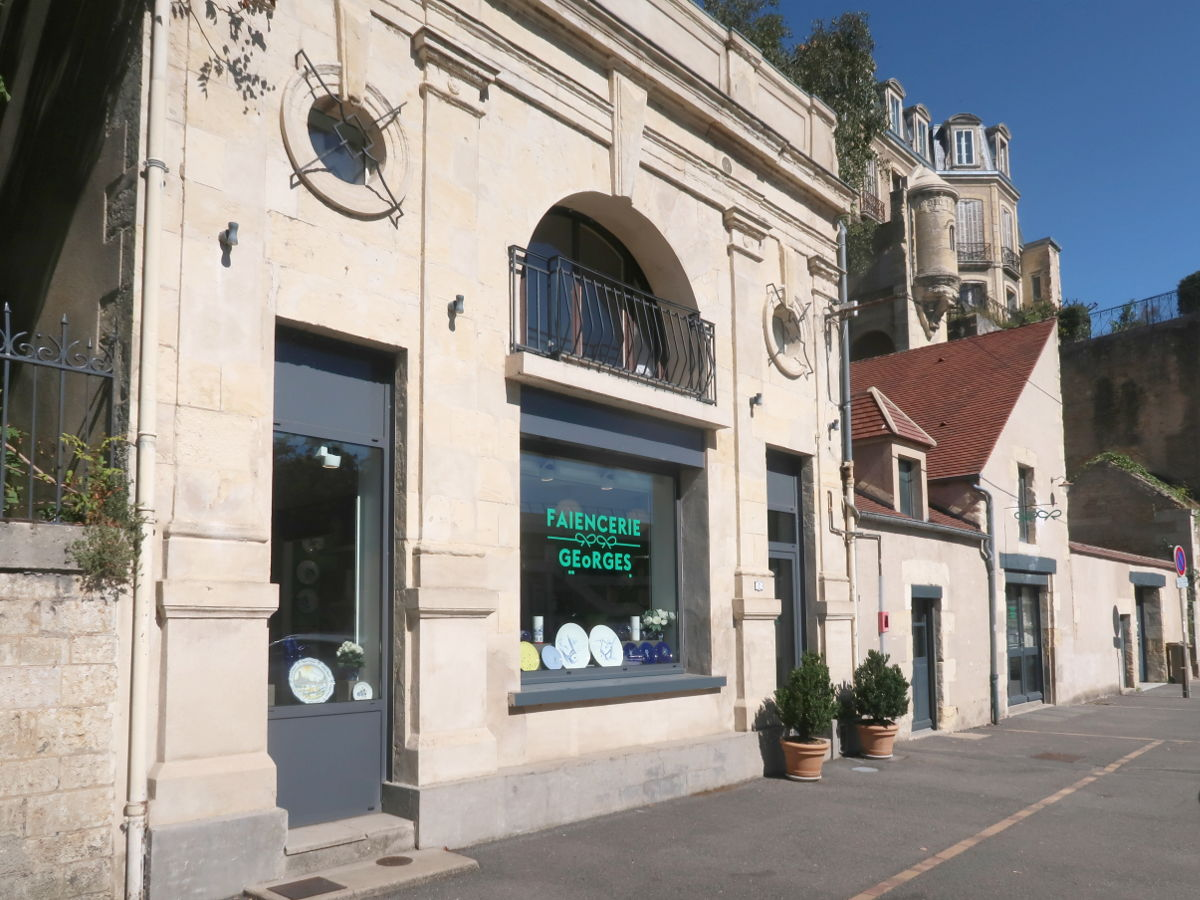
讷韦尔一处彩陶作坊旧址

法国大革命后，讷韦尔成为涅夫勒省的一个市镇及省政府所在地。1790至1795年间，讷韦尔曾为同名地区的行署，后成为讷韦尔区的行政中心；同一时期，库朗日莱讷韦尔曾一度整体并入讷韦尔市镇范围。
讷韦尔在工业革命期间得到快速发展。在工业方面，16世纪兴起的彩陶工艺在工业革命期间得到机械化生产。除此之外，讷韦尔地区还出现了铸币、铁器、纺织等工业部门。在交通方面，1830年，沿卢瓦尔河左岸人工开凿的卢瓦尔河旁侧运河建成，该运河通过一条支流连接讷韦尔市区的“交汇港”（Port de la Jonction），此后，与该运河连接的布里亚尔运河及中部运河相继建成，讷韦尔得以成为一个内河中转港口。途径讷韦尔的首条铁路（讷韦尔－桑凯兹）于1850年建成，至19世纪60年代，讷韦尔已有前往五个方向的铁路，其市区西北部的瓦雷讷境内建成了大型编组站，并由此形成了铁路工人社区。与此同时，途径讷韦尔的法国国道N7线建成通车。19世纪末，以讷韦尔为中心的涅夫勒省地方铁路网建成，讷韦尔成为了法国中部的一个综合性交通枢纽，该路网后因汽车的兴起而衰退，最终于1938年彻底关闭。
第二次世界大战初期，讷韦尔所在的法国北部区域被纳粹德军占领，当地出现了多个抵抗运动组织，共有超过3,200名成员。1944年7月，为防止讷韦尔火车站被纳粹控制，讷韦尔市中心遭到联军的猛烈轰炸，造成330名讷韦尔居民丧生。二战后，讷韦尔开始重建，其中讷韦尔主教座堂直至20世纪60年代末才基本恢复原貌。
黄金三十年期间，讷韦尔一度得到快速发展，其城市逐渐向外扩张，并建成了多处新兴居民区，而市中心及卢瓦尔河畔的部分道路也得到了改造。途径讷韦尔的国道N7线外绕工程与1966年竣工。2004年，连接讷韦尔和巴黎的A77高速公路全线建成通车，其对接的N7线复线改造工程亦于2011年完成。
与此同时，自20世纪70年代石油危机以来，讷韦尔及其所处的法国中部地区人口数量逐年下降，由此引发了公共服务及商业萎缩、工厂倒闭、失业率增加等社会问题。2018年末的黄背心运动期间，讷韦尔爆发了大规模的示威游行。

## 地理

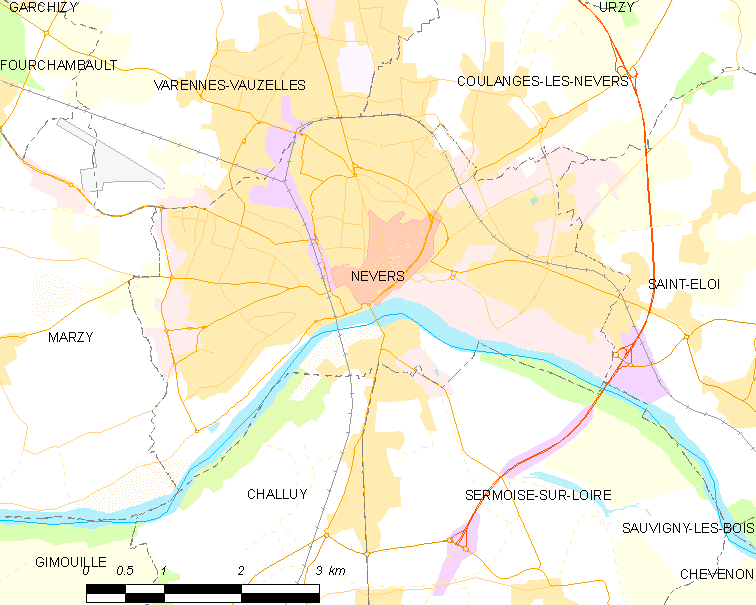
讷韦尔市镇范围地图

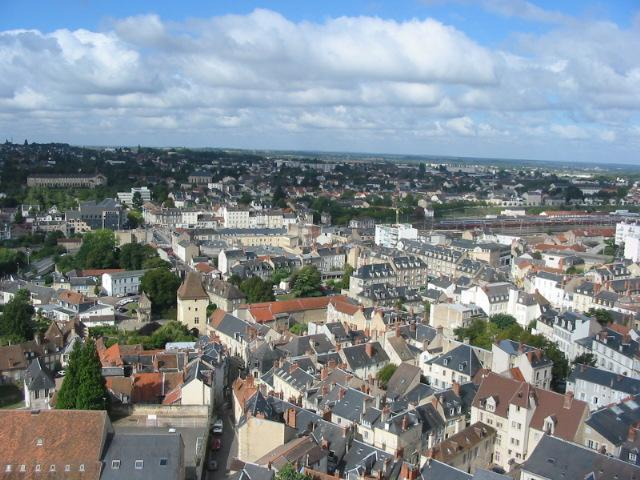
从讷韦尔主教座堂上俯瞰讷韦尔市区

讷韦尔位于法国中部，勃艮第-弗朗什-孔泰大区西南部和涅夫勒省西南部，距离大区首府第戎大约180公里，距离法国首都巴黎大约200公里。与讷韦尔接壤的市镇包括：圣埃卢瓦、卢瓦尔河畔塞尔穆瓦斯、沙吕、库朗日莱讷韦尔、马尔济和瓦雷讷-沃泽勒。在用地情况方面，2018年，讷韦尔市镇范围内81.6%的土地为城市建设用地（道路、广场、建筑等）、11.6%为农业用地、0.3%为林地、0.2%为自然土地，以卢瓦尔河为首的水体区域占讷韦尔市镇面积的6.3%。

### 地形
讷韦尔位于贝里和莫尔旺之间的过渡地区，广义上属于巴黎盆地。讷韦尔市镇中心地势较为平坦，西部地区略有起伏。全境最高点海拔238米，位于阿尔德内街区（Ardenets）；最低点海拔167米，位于讷韦尔、沙吕和马尔济三个市镇交汇处的卢瓦尔河河面。

### 地质
讷韦尔市镇范围内的地表土壤包括四大类型：
- 讷韦尔卢瓦尔河沿岸、南岸以及市区东部靠近涅夫勒河的区域多为河流搬运作用下形成的现代沉积岩，主要包括砂岩、砾岩及淤泥等，在地质图上标注为Fz。
- 市中心及北部的部分街区为石灰岩和沉积物混合岩的过渡地带，其形成年代普遍为巴通期，标注记号为Fw[13]。
- 市区北部多粘性石灰岩（法语：Calcaire argileux）分布，被称为“讷韦尔石”（pierre de Nevers），其形成年代为卡洛夫期，地质图上标注为j2b-c和j3b-c[13]。
- 市区西北部和西部的多分布石灰岩，形成于牛津期，标注为j6b2[13]。
- 市区最西端（中心医院附近）区域多分布泥灰岩和水成石灰岩（calcaires lacustres），形成年代可追溯至始新世，标注记号为e7-g[13]。

此外，讷韦尔市区内还有多条南北走向的古老断层分布。

### 水文

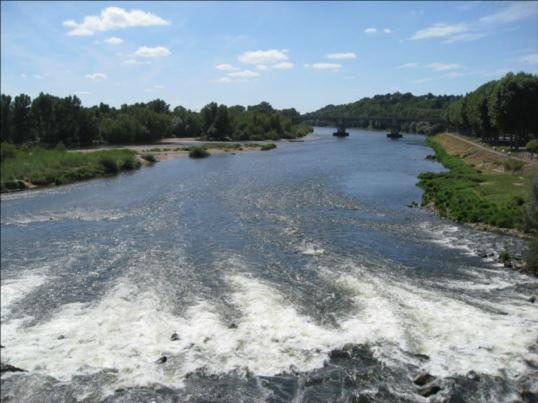
卢瓦尔河讷韦尔段

法国第一长河卢瓦尔河的干流自东向西流经讷韦尔市区南部，该河在讷韦尔市区的平均宽度约300米，1955至2022年8月间的年均径流量为每秒174立方米，最高记录出现于1983年5月20日，达每秒2,230立方米。
卢瓦尔河右岸支流涅夫勒河在讷韦尔市区东南部与其交汇。1865年，为降低洪涝灾害风险，当地政府在讷韦尔东部兴建了一条引水渠，使得涅夫勒河的大部分水体通过该渠直接汇入卢瓦尔河，而原讷韦尔市区内的河段则成为一条狭窄的溪流，部分河段被人工建筑物覆盖。
人工开凿的卢瓦尔河旁侧运河经过讷韦尔市镇范围南界，该河通过一条支流连接卢瓦尔河畔的“交汇港”，可供小型船只停靠。

### 植被

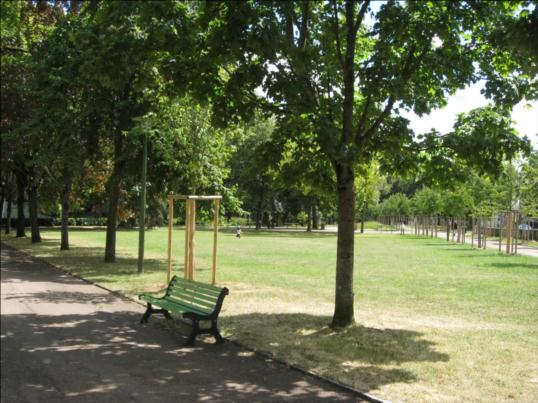
罗歇·萨朗格罗公园 (讷韦尔)一角

讷韦尔属于温带阔叶混交林区，林地广泛分布于河流附近以及市镇范围东部地区，常见自然植被以落叶乔木、木本植物为主。罗歇·萨朗格罗公园位于讷韦尔市中心，老城区北侧，占地7.7公顷，该公园前身为始建于公元9世纪的“圣职草地”（Pré aux Clercs），后经过多次改造，并于19世纪新建了凉亭等设施，成为讷韦尔市区主要的城市绿地。除此之外，讷韦尔境内还有卢瓦尔河滨、麦地那河堤公园（Parc du Quai de Médine）、小凡尔赛（Petit Versailles）等城市绿地。
在鲜花城市的评比中，讷韦尔被评为4星级（最高级）鲜花城市。

### 气候
讷韦尔在柯本气候分类法中属于温带海洋性气候（Cfb），因其距离海岸线相对较远，故当地气候又有一定的大陆性特征，具体表现为夏季相对较热，冬季温和，全年降水分布较为均匀，偶有极端天气出现。自21世纪以来，随着全球变暖等因素影响，当地极端气候愈发频繁。
“讷韦尔-马尔济”气象观测站（Station météorologique de Nevers-Marzy）位于讷韦尔市区西部，马尔济和瓦雷讷-沃泽勒两个市镇交界处，自1973年1月5日起投入使用。截至2022年9月，该气象站测得的最高气温记录为39.4摄氏度，出现于2019年7月24日；最低气温记录为-25摄氏度，出现于1985年1月9日；单日降水量记录为77毫米，出现于1983年8月28日。以下为该气象站的详细数据：
| 讷韦尔-马尔济 1981年－2019年 | 讷韦尔-马尔济 1981年－2019年 | 讷韦尔-马尔济 1981年－2019年 | 讷韦尔-马尔济 1981年－2019年 | 讷韦尔-马尔济 1981年－2019年 | 讷韦尔-马尔济 1981年－2019年 | 讷韦尔-马尔济 1981年－2019年 | 讷韦尔-马尔济 1981年－2019年 | 讷韦尔-马尔济 1981年－2019年 | 讷韦尔-马尔济 1981年－2019年 | 讷韦尔-马尔济 1981年－2019年 | 讷韦尔-马尔济 1981年－2019年 | 讷韦尔-马尔济 1981年－2019年 | 讷韦尔-马尔济 1981年－2019年 |
| 月份                         | 1月                          | 2月                          | 3月                          | 4月                          | 5月                          | 6月                          | 7月                          | 8月                          | 9月                          | 10月                         | 11月                         | 12月                         | 全年                         |
| ---------------------------- | ---------------------------- | ---------------------------- | ---------------------------- | ---------------------------- | ---------------------------- | ---------------------------- | ---------------------------- | ---------------------------- | ---------------------------- | ---------------------------- | ---------------------------- | ---------------------------- | ---------------------------- |
| 历史最高温 °C（°F）          | 17.2 (63.0)                  | 23.5 (74.3)                  | 26.7 (80.1)                  | 30 (86)                      | 31.6 (88.9)                  | 39 (102)                     | 39.4 (102.9)                 | 39.2 (102.6)                 | 35.3 (95.5)                  | 30.2 (86.4)                  | 23.5 (74.3)                  | 19.5 (67.1)                  | 39.4 (102.9)                 |
| 平均高温 °C（°F）            | 6.7 (44.1)                   | 8.3 (46.9)                   | 12.4 (54.3)                  | 15.4 (59.7)                  | 19.4 (66.9)                  | 22.8 (73.0)                  | 25.5 (77.9)                  | 25.2 (77.4)                  | 21.4 (70.5)                  | 16.7 (62.1)                  | 10.5 (50.9)                  | 7.1 (44.8)                   | 16 (61)                      |
| 日均气温 °C（°F）            | 3.4 (38.1)                   | 4.1 (39.4)                   | 7.1 (44.8)                   | 9.7 (49.5)                   | 13.7 (56.7)                  | 16.9 (62.4)                  | 19.2 (66.6)                  | 18.7 (65.7)                  | 15.2 (59.4)                  | 11.8 (53.2)                  | 6.7 (44.1)                   | 4 (39)                       | 10.9 (51.6)                  |
| 平均低温 °C（°F）            | 0.2 (32.4)                   | −0.1 (31.8)                  | 1.8 (35.2)                   | 3.9 (39.0)                   | 7.9 (46.2)                   | 10.9 (51.6)                  | 12.8 (55.0)                  | 12.3 (54.1)                  | 9.1 (48.4)                   | 7 (45)                       | 2.8 (37.0)                   | 0.8 (33.4)                   | 5.8 (42.4)                   |
| 历史最低温 °C（°F）          | −25 (−13)                    | −21.8 (−7.2)                 | −13.8 (7.2)                  | −7.5 (18.5)                  | −4.8 (23.4)                  | 0.2 (32.4)                   | 3.4 (38.1)                   | 0.3 (32.5)                   | −1.2 (29.8)                  | −8.9 (16.0)                  | −12.3 (9.9)                  | −16.8 (1.8)                  | −25 (−13)                    |
| 平均降水量 mm（）            | 62 (2.4)                     | 57.8 (2.28)                  | 54.3 (2.14)                  | 68.7 (2.70)                  | 80.1 (3.15)                  | 70.1 (2.76)                  | 61.8 (2.43)                  | 60.9 (2.40)                  | 67.5 (2.66)                  | 77.6 (3.06)                  | 70.1 (2.76)                  | 73.2 (2.88)                  | 804.1 (31.66)                |
| 月均日照時數                 | 65.5                         | 85.6                         | 147.7                        | 170.3                        | 197.9                        | 223.2                        | 235                          | 227.5                        | 180                          | 121                          | 65.4                         | 54.9                         | 1,774                        |
| 来源：infoclimat.fr          |                              |                              |                              |                              |                              |                              |                              |                              |                              |                              |                              |                              |                              |

## 行政区划
讷韦尔的市镇编号为58194，邮政编号为58000。
在行政管理方面，讷韦尔隶属于法国勃艮第-弗朗什-孔泰大区涅夫勒省，同时也是该省的省会，下辖讷韦尔区；在地方选举方面，讷韦尔是讷韦尔第一县、讷韦尔第二县、讷韦尔第三县、讷韦尔第四县的中央投票站所在地，其市镇范围全境被划入涅夫勒省第一选区；在社会管理方面，讷韦尔是讷韦尔城市圈公共社区的办公驻地。
讷韦尔市镇被划为11个街区，并实行街区自治制度。讷韦尔的大草原-莱蒙托（Grande Pâture - Les Montôts）、拉巴拉特-莱库尔利（La Baratte - Les Courlis）、勒邦莱（Le Banlay）和卢瓦尔河岸（Les Bords de Loire）四个街区为城市政策优先街区。
| 卢 瓦 尔 河 ↖ 巴拉特-库尔利 共和国-省政府 阿尔萨斯-洛林 · -罗通德 埃杜维-蒙塔盘 市中心 卢瓦尔河岸-帕蒂罗 蒙托-大草原 尚帕科-穆埃斯 莫帕- · 维克多·雨果 大教堂-交汇 勒邦莱 |                      |                          |                     |                                 |
| 片区 | 街区名称*            | 街区原名                 | 人口数量 （2012年） | 街区委员                        |
| Cœur de ville-Jonction 城心-交汇 | 市中心               | Centre Ville             | 9,683               | Cécile Dameron 塞西尔·达默龙    |
| Cœur de ville-Jonction 城心-交汇 | 大教堂-交汇          | Cathédrale-Jonction      | 9,683               | Cécile Dameron 塞西尔·达默龙    |
| Cœur de ville-Jonction 城心-交汇 | 共和国-省政府        | République-Préfecture    | 9,683               | Cécile Dameron 塞西尔·达默龙    |
| Quartier Ouest 西部街区 | 勒邦莱               | Le Banlay                | 18,952              | Mahamadou Sangaré 马马杜·桑加雷 |
| Quartier Ouest 西部街区 | 莫帕-维克多·雨果     | Maupas-Victor-Hugo       | 18,952              | Mahamadou Sangaré 马马杜·桑加雷 |
| Quartier Ouest 西部街区 | 阿尔萨斯-洛林-罗通德 | Alsace Lorraine-Rotonde  | 18,952              | Mahamadou Sangaré 马马杜·桑加雷 |
| Quartier Ouest 西部街区 | 蒙托-大草原          | Montôts-Grande Pâture    | 18,952              | Mahamadou Sangaré 马马杜·桑加雷 |
| Quartier Ouest 西部街区 | 埃杜维-蒙塔潘        | Eduens-Montapins         | 18,952              | Mahamadou Sangaré 马马杜·桑加雷 |
| Quartier Est 东部街区 | 尚帕科-穆埃斯        | Champs Pacaud-Mouësse    | 6,693               | Claude Loron 克洛德·洛龙        |
| Quartier Est 东部街区 | 卢瓦尔河岸-帕蒂罗    | Bords de Loire-Pâtureaux | 6,693               | Claude Loron 克洛德·洛龙        |
| Quartier Est 东部街区 | 巴拉特-库尔利        | Baratte-Courlis          | 6,693               | Claude Loron 克洛德·洛龙        |

法国国家统计与经济研究所（简称）在进行数据统计时，将讷韦尔及相邻的另外7个市镇设为讷韦尔城市核心区，并将包括核心区在内的周边共57个市镇划为讷韦尔城市区。自2020年起，讷韦尔城市区被包含93个市镇的讷韦尔城市辐射区代替。此外，还将讷韦尔市镇分为了19个“块区”（IRIS），以便于统计人口分布情况。

## 交通

### 公路
法国国家A77号高速公路经过讷韦尔市区东部，可通过33、34、35、36和37五个出入口连接讷韦尔市区。该高速公路向北与A6和A19两条高速公路连通，其南端至19号出入口（韦尼松河畔诺让）之间的路段免费行驶，由此道路前往巴黎市区奥尔良门的正常旅行时间约2小时20分钟；向南则对接法国国道N7线，可直通罗讷河流域以及普罗旺斯地中海沿岸，该道路的多处路段已完成复线改造。此外，在区域公路网方面，涅夫勒省省道D40线、D131线、D167线、D177线、D207线、D266线、D504线、D907线、D977线和D978线在讷韦尔境内交汇。
| 19 | 117 |

| 7 | 76 |

| 33 | 6 |

| 37 | 5.5 |

| 30 | 69 |

| 巴黎-奥尔良门 | 236 |

| 蒙塔日 | 137 |

| 日安 | 102 |

| 科讷库尔 | 56 |

| 拉沙里泰 | 26 |

| 奥尔良 | 163 |

| 布尔日 | 67 |

| 瓦尔济 | 52 |

| 欧布瓦河畔拉盖尔什 | 21 |

| 瓦雷讷-沃泽勒 | 4 |

| 第戎 | 180 |

| 欧塞尔 | 110 |

| 克拉姆西 | 68 |

| 希农堡 | 66 |

| 沙蒂永昂巴祖瓦 | 42 |

| 马孔 | 183 |

| 穆兰 | 58 |

| 波旁朗西 | 70 |

| 德西兹 | 35 |

| 圣皮埃尔勒穆捷 | 25 |

讷韦尔汽车站位于讷韦尔火车站东北侧，该站停靠勃艮第-弗朗什-孔泰大区公共交通系统下属的各类城际巴士线路，其中常规线路可前往克拉姆西、希农堡和安菲，校车线路则可前往讷韦尔城市圈公共社区周边的各主要市镇。此外，弗利克斯巴士下属的巴黎－圣艾蒂安线路经过讷韦尔，每天往返一班，沿途停靠蒙塔日、拉帕利斯、罗阿讷等城市。
讷韦尔的道路及车辆停放等相关事务由讷韦尔市政府直接管理。自2018年起，讷韦尔市政府取消了当地的沿街付费停车场，并将讷韦尔老城核心区域划为限时车辆停放点，各类小型汽车可在此两小时内免费停靠。
2018年，84.8%的讷韦尔家庭拥有至少一辆私人汽车；2019年，讷韦尔境内共发生各类交通事故62起，共造成71人受伤。

### 铁路

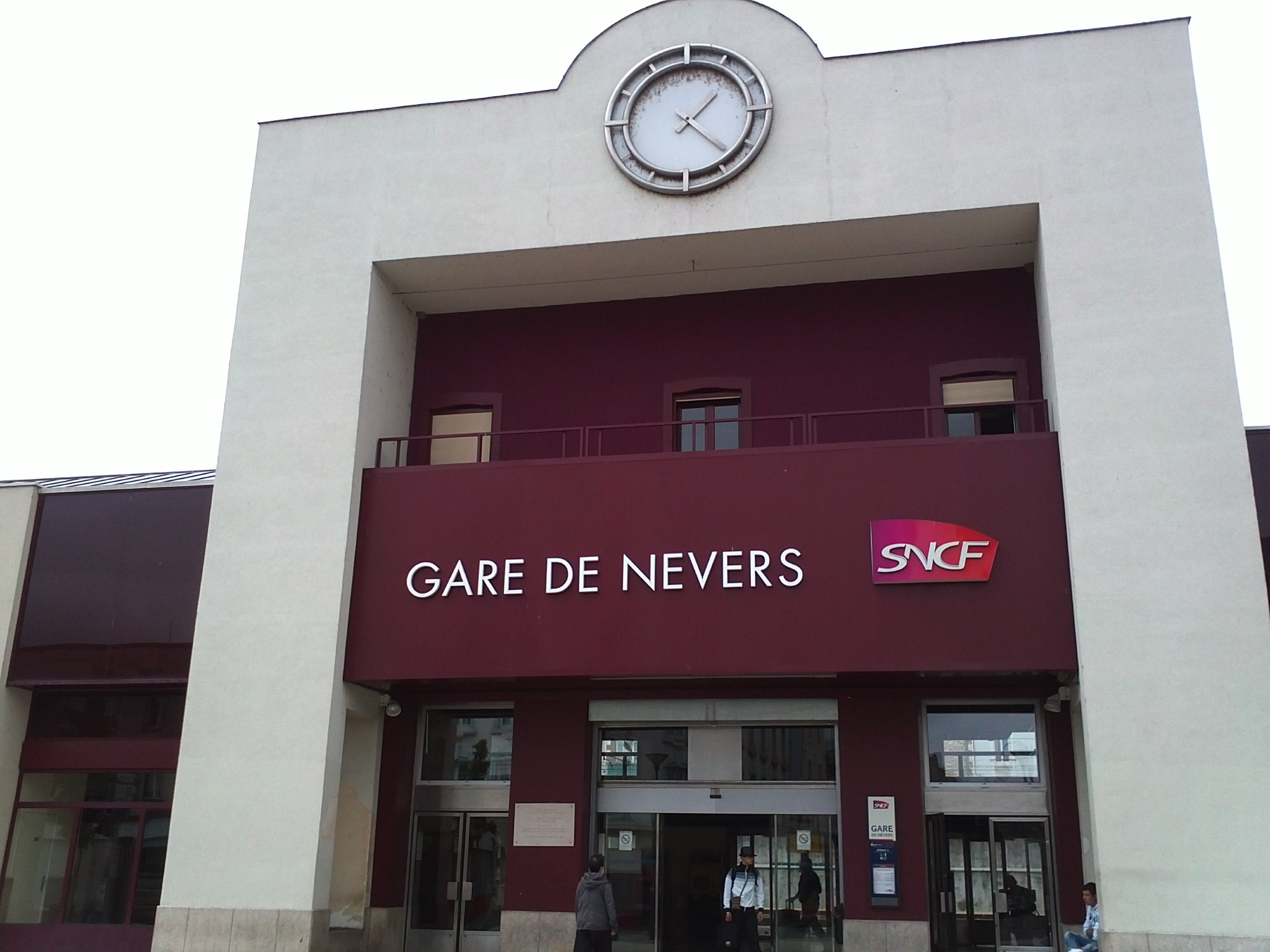
讷韦尔火车站

讷韦尔是法国中部的一个铁路枢纽，莫雷－里昂铁路和讷韦尔－沙尼铁路在此交汇，另有维耶尔宗－桑凯兹铁路从讷韦尔市区西南8公里外的桑凯兹-莫斯向西引出。此外，讷韦尔市区北侧还建有一处铁路编组站，可对在讷韦尔站始发及终到的列车进行整备。
讷韦尔火车站位于讷韦尔市中心，历史城区西侧，是法国中部的一个铁路枢纽，该站每天开行十条线路的城际及区域列车，由此前往巴黎的最短旅行时间为1小时57分钟，前往克莱蒙费朗需大约93分钟，前往第戎、图尔和里昂的最短旅行时间则均在两个半小时以内。
除讷韦尔火车站外，讷韦尔境内还有莱佩里耶尔和讷韦尔勒邦莱两个铁路乘降所，均停靠往返于讷韦尔和德西兹之间的列车，供当地居民通勤使用。
| 途径讷韦尔的列车路线                                                                      | 途径讷韦尔的列车路线 | 途径讷韦尔的列车路线                                                                                                   | 途径讷韦尔的列车路线 |
| 类型                                                                                      | 编号                 | 路线 | 日往返次数           |
| ----------------------------------------------------------------------------------------- | -------------------- | --- | -------------------- |
| 城际列车                                                                                  |                      | 巴黎 ↔ 讷韦尔 ↔ 穆兰 ↔ 维希 ↔ 里永 ↔ 克莱蒙费朗                                                                        | 8                    |
| 城际列车                                                                                  |                      | 南特 ↔ 昂热 ↔ 圣皮埃尔代科尔 ↔ 维耶尔宗 ↔ 布尔日 ↔ 讷韦尔 ↔ 穆兰 ↔ 圣日耳曼代福塞 ↔ 罗阿讷 ↔ 里昂帕尔迪厄 ↔ 里昂佩拉什 | 2                    |
| 区域列车                                                                                  | 6                    | 巴黎 ↔ 蒙塔日 ↔ 日安 ↔ 布里亚尔 ↔ 科讷 ↔ 卢瓦尔河畔拉沙里泰 ↔ 普格莱索 ↔ 富尔尚博 ↔ 讷韦尔                             | 9                    |
| 区域列车                                                                                  | 1.4                  | 奥尔良 ↔ 圣欧班堡 ↔ 萨尔布里 ↔ 维耶尔宗 ↔ 布尔日 ↔ 圣日耳曼迪皮 ↔ 阿沃尔 ↔ 讷韦尔                                      | 3                    |
| 区域列车                                                                                  | 1.4                  | 布尔日 ↔ （沿途所有车站） ↔ 讷韦尔                                                                                     | 3                    |
| 区域列车                                                                                  | 2.2                  | 图尔 ↔ 圣皮埃尔代科尔 ↔ 蒙特里沙尔 ↔ 谢尔河畔塞勒 ↔ 维耶尔宗 ↔ 布尔日 ↔ 讷韦尔                                         | 5                    |
| 区域列车                                                                                  |                      | 科讷 ↔ （沿途所有车站） ↔ 讷韦尔 ↔ 莱佩里耶尔 ↔ 讷韦尔勒邦莱 ↔ （沿途所有车站） ↔ 塞西拉图尔                           | 7                    |
| 区域列车                                                                                  |                      | 讷韦尔 ↔ 安菲 ↔ 德西兹 ↔ 塞西拉图尔 ↔ 吕济 ↔ 埃唐 ↔ 勒克勒佐 ↔ 蒙沙南 ↔ 博讷 ↔ 第戎                                    | 9                    |
| 区域列车                                                                                  | 14                   | 讷韦尔 ↔ （沿途所有车站） ↔ 克莱蒙费朗                                                                                 | 3                    |
| 区域列车                                                                                  |                      | 讷韦尔 ↔ 穆兰 ↔ （沿途所有车站） ↔ 里昂                                                                                | 3                    |
| 注：部分线路之间的班次可能分段或贯通运行，日均班次数量以工作日为标准。资料截至2022年9月。 |                      | |                      |

规划中的巴黎－奥尔良－克莱蒙费朗－里昂高速铁路将预留一条支线连接讷韦尔，该铁路项目曾因财政原因而于2018年中止，其新一轮的可行性研究于2022年1月再次启动。该项目建成后，巴黎和讷韦尔之间的最短旅行时间可缩短至一小时左右。

### 航空
讷韦尔-富尔尚博机场，当地又称“桑叙机场”（Aéroport de la Sangsue），位于讷韦尔市区西部的瓦雷讷-沃泽勒境内，该机场建于1910年，2012年以前曾不定期开行前往里昂、第戎、南安普顿等地的客运航线，现已停止民航服务，仅供商务、救援、气象观测等活动。

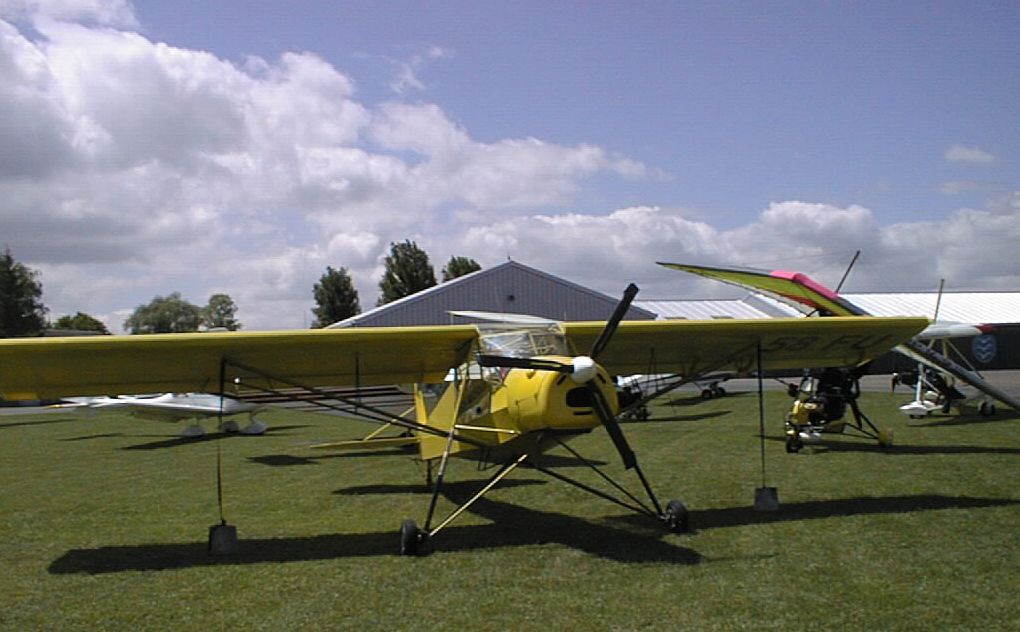
讷韦尔-富尔尚博机场停靠的一架滑翔机

讷韦尔距离巴黎-奥利机场、克莱蒙费朗机场、第戎-贝桑松-多勒机场的公路里程分别约232公里、158公里和213公里。

### 内河航运
卢瓦尔河旁侧运河位于卢瓦尔河左岸，该河通过一条支渠连接“交汇港”，可供小型船只停靠。卢瓦尔河干流及涅夫勒河则因水位过浅而无法常年通行机械船舶。

### 城市公共交通

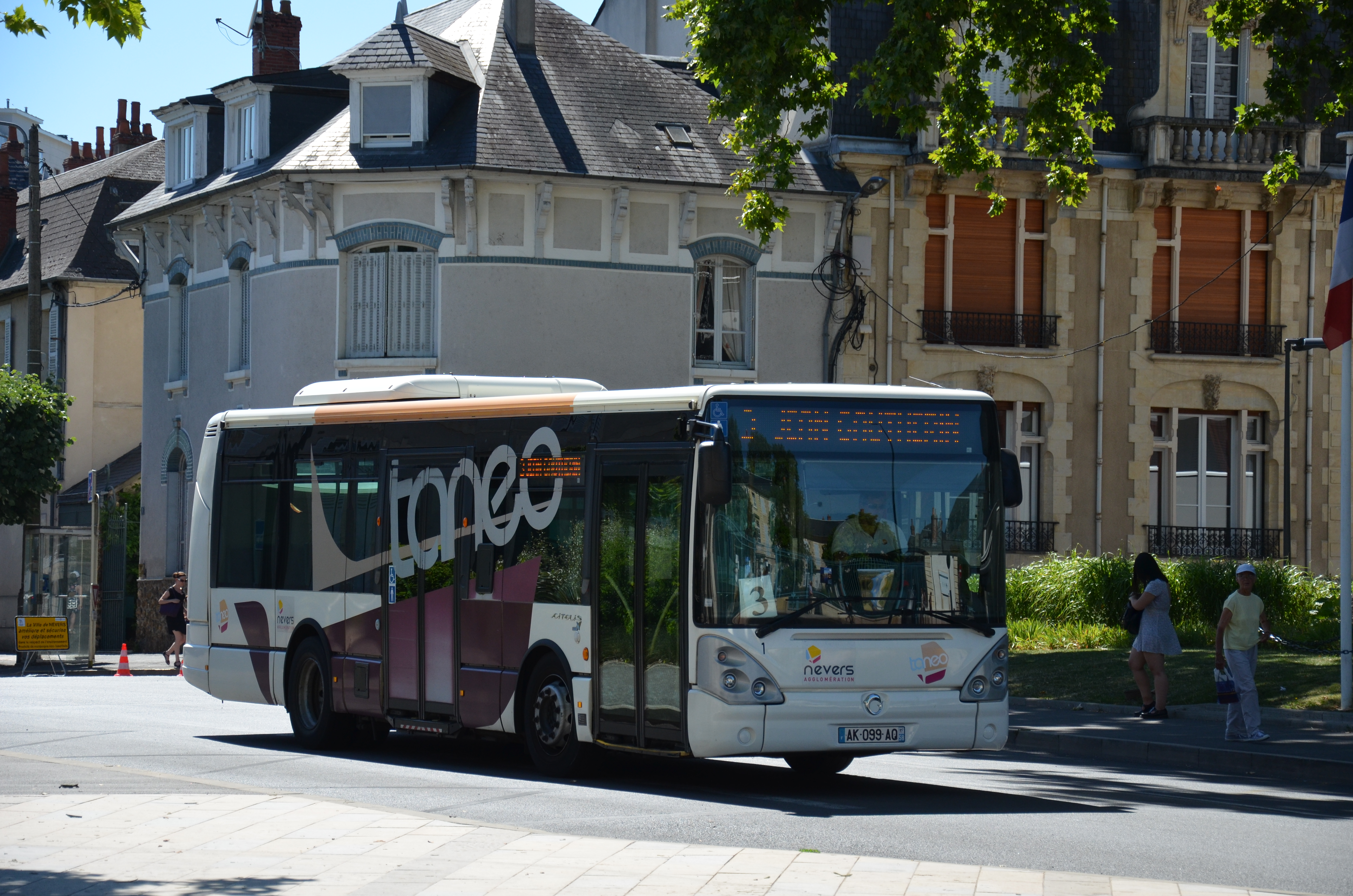
讷韦尔街头行驶的一辆公共汽车

讷韦尔城市公共交通（商业名称为）是讷韦尔城市圈公共社区范围内的城市公共交通系统。截至2022年9月，该系统共包括两条高运量公交线路、八条普通公交线路和十余条校车线路，路网及站点覆盖了城市圈公共社区内的所有市镇以及讷韦尔市区的各主要居民区。
2020年2月17日，讷韦尔公共自行车系统正式启用。

## 政治

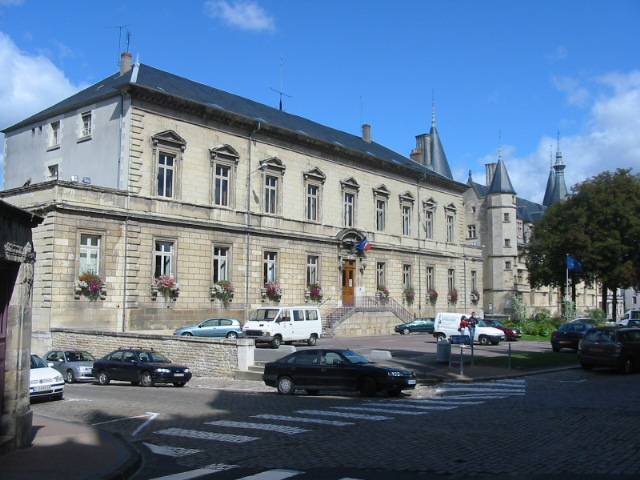
讷韦尔市政厅

### 市政内阁
讷韦尔的现任市长为德尼·蒂里奥先生（Denis THURIOT），他是共和国前进！的一名成员，于2014年上任，在2020年的市政选举中获得了51.23%的支持率，实现连任。
| 2020年讷韦尔市政内阁组成                                                                      |                                      |                                                          |          |          |      |          |  |  |  |
|                                                                                               |                                      |                                                          |          |          |      |          |  |  |  |
| 代表                                                                                          | 代表                                 | 党派                                                     | 首轮选举 | 首轮选举 | 席位 | 席位     |  |  |  |
| 代表                                                                                          | 代表                                 | 党派                                                     | 票数     | %        | 市镇 | 公共社区 |  |  |  |
|                                                                                               | 德尼·蒂里奥 Denis THURIOT            | - LREM复兴                                               | 4,013    | 51.23    | 31   | 18       |  |  |  |
| 口号：未来讷韦尔（Nevers à venir）                                                            |                                      |                                                          | 4,013    | 51.23    | 31   | 18       |  |  |  |
|                                                                                               | 纳塔莉·沙尔维 Nathalie CHARVY        | - EÉLV欧洲生态-绿党 - PCF法国共产党                      | 1,755    | 22.4     | 5    | 3        |  |  |  |
| 口号：生态和互助的讷韦尔（Nevers ecologique et solidaire）                                    |                                      |                                                          | 1,755    | 22.4     | 5    | 3        |  |  |  |
|                                                                                               | 埃米丽·沙穆 Emilie CHAMOUX           | - FI不屈法国 - PS社会党 - GS世代·s - PP公共席位 - ND新政 | 603      | 7.69     | 1    | 1        |  |  |  |
| 口号：共享讷韦尔（Nevers en commun）                                                          |                                      |                                                          | 603      | 7.69     | 1    | 1        |  |  |  |
|                                                                                               | 达米安·博德里 Damien BAUDRY          | - RN国民联盟                                             | 522      | 6.66     | 1    | 1        |  |  |  |
| 口号：讷韦尔在心里（Nevers au coeur）                                                         |                                      |                                                          | 522      | 6.66     | 1    | 1        |  |  |  |
|                                                                                               | 菲利普·莫雷尔 Philippe MOREL         | - PRG左派激進黨 - Centriste中间派                        | 410      | 5.23     | 1    | 1        |  |  |  |
| 口号：为了讷韦尔（Pour Nevers）                                                               |                                      |                                                          | 410      | 5.23     | 1    | 1        |  |  |  |
|                                                                                               | 卡丽娜·鲁埃-达甘 Karine ROUET DAGUIN | - DVG左翼无党派人士                                      | 386      | 4.92     |      |          |  |  |  |
| 口号：让我们敢于讷韦尔（Osons Nevers）                                                        |                                      |                                                          | 386      | 4.92     |      |          |  |  |  |
|                                                                                               | 多米尼克·迪皮 Dominique DUPUIS       | - LO工人斗争                                             | 144      | 1.83     |      |          |  |  |  |
| 口号：工人斗争，倾听劳动者的声音 （Lutte ouvrière - Faire entendre le camp des travailleurs） |                                      |                                                          | 144      | 1.83     |      |          |  |  |  |

### 历届市长

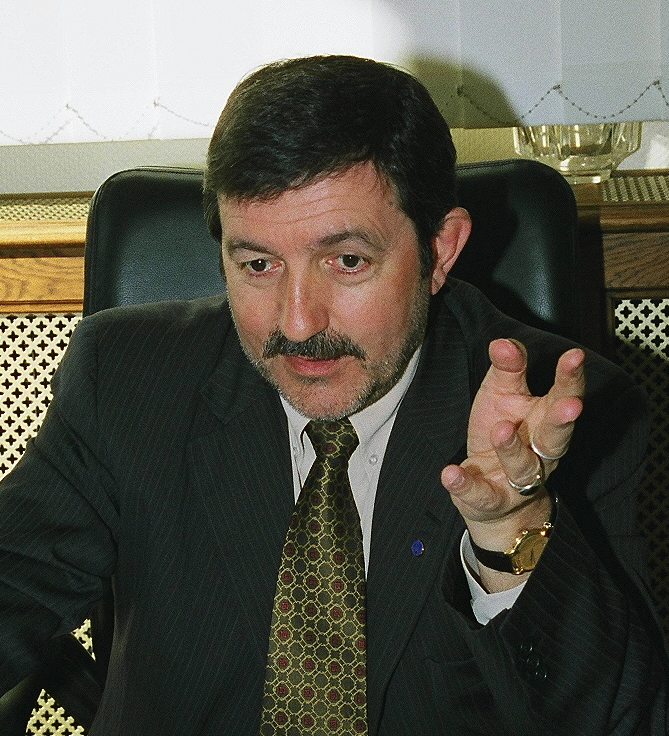
担任讷韦尔市长期间的迪迪埃·布洛先生

| 讷韦尔历届市长 | 讷韦尔历届市长                                  | 讷韦尔历届市长                     |
| 任期           | 市长                                            | 党派                               |
| -------------- | ----------------------------------------------- | ---------------------------------- |
| 1944年－1945年 | Léon SAINSON 莱昂·桑松                          | 不详                               |
| 1945年－1947年 | Marcel BARBOT 马塞尔·巴尔博                     | PCF法国共产党                      |
| 1947年－1953年 | Marius DURBET 马里于斯·迪尔贝                   | RPR保衛共和聯盟                    |
| 1953年－1959年 | Paul DUBOST 保罗·迪博                           | 不详                               |
| 1959年－1971年 | Jean-Louis RAMEY 让-路易·拉梅                   | UNR新共和国联盟 →UDR共和国保卫联盟 |
| 1971年－1983年 | Daniel BENOIST 达尼埃尔·伯努瓦                  | PS社会党                           |
| 1983年－1993年 | Pierre BÉRÉGOVOY 皮埃尔·贝雷戈瓦                | PS社会党                           |
| 1993年－2010年 | Didier BOULAUD 迪迪埃·布洛                      | PS社会党                           |
| 2010年－2014年 | Florent Sainte-Fare GARNOT 弗洛朗-圣法尔·加尔诺 | PS社会党                           |
| 2014年－       | Denis THURIOT 德尼·蒂里奥                       | 無黨籍 →LREM复兴                   |

### 各级选举
| 讷韦尔历届投票选举结果 | 讷韦尔历届投票选举结果 | 讷韦尔历届投票选举结果          | 讷韦尔历届投票选举结果 | 讷韦尔历届投票选举结果                 | 讷韦尔历届投票选举结果 | 讷韦尔历届投票选举结果 | 讷韦尔历届投票选举结果                 | 讷韦尔历届投票选举结果 | 讷韦尔历届投票选举结果 |
| 选举项目               | 选举范围               | 选区单位                        | 选区单位内的选举结果   | 选区单位内的选举结果                   | 选区单位内的选举结果   | 选区单位内的选举结果   | 选区单位内的选举结果                   | 选区单位内的选举结果   | 参考资料               |
| 选举项目               | 选举范围               | 选区单位                        | 第一轮胜出者           | 第一轮胜出者                           | 支持率                 | 第二轮胜出者           | 第二轮胜出者                           | 支持率                 | 参考资料               |
| ---------------------- | ---------------------- | ------------------------------- | ---------------------- | -------------------------------------- | ---------------------- | ---------------------- | -------------------------------------- | ---------------------- | ---------------------- |
| 2017年法國總統選舉     | 法國                   | 市镇                            |                        | 埃马纽埃尔·马克龙                      | 26.82%                 |                        | 埃马纽埃尔·马克龙                      | 71.06%                 | [ 17 ]                 |
| 2017年法国立法选举     | 涅夫勒省第一选区       | 市镇                            |                        | 佩里娜·古莱                            | 37.81%                 |                        | 佩里娜·古莱                            | 73.48%                 | [ 17 ]                 |
| 2019年欧洲议会选举     | 法國                   | 市镇                            |                        | 纳塔莉·卢瓦索                          | 21.88%                 | （不适用）             | （不适用）                             | （不适用）             | [ 社 6 ]               |
| 2021年法国省级选举     | 涅夫勒省               | 讷韦尔第一县                    |                        | 玛丽斯·奥让德尔 让-保罗·法莱           | 31.17%                 |                        | 玛丽斯·奥让德尔 让-保罗·法莱           | 54.86%                 | [ 社 7 ]               |
| 2021年法国省级选举     | 涅夫勒省               | 市镇（第一县部分）              |                        | 格扎维埃·莫雷尔 安娜·沃兹尼亚克        | 28.2%                  |                        | 格扎维埃·莫雷尔 安娜·沃兹尼亚克        | 52.07%                 | [ 社 7 ]               |
| 2021年法国省级选举     | 涅夫勒省               | 讷韦尔第二县                    |                        | 洛朗丝·巴拉奥 热罗姆·马吕斯            | 45.48%                 |                        | 洛朗丝·巴拉奥 热罗姆·马吕斯            | 63.09%                 | [ 社 7 ]               |
| 2021年法国省级选举     | 涅夫勒省               | 市镇（第二县部分）              |                        | 达尼埃尔·布儒瓦 茜尔维·迪帕尔-米兹雷勒 | 37.33%                 |                        | 达尼埃尔·布儒瓦 茜尔维·迪帕尔-米兹雷勒 | 51.29%                 | [ 社 7 ]               |
| 2021年法国省级选举     | 涅夫勒省               | 讷韦尔第三县                    |                        | 马蒂娜·戈丹 维尔弗里德·塞若            | 38.51%                 |                        | 马蒂娜·戈丹 维尔弗里德·塞若            | 50.79%                 | [ 社 7 ]               |
| 2021年法国省级选举     | 涅夫勒省               | 市镇（第三县部分）              |                        | 马蒂娜·戈丹 维尔弗里德·塞若            | 42.8%                  |                        | 马蒂娜·戈丹 维尔弗里德·塞若            | 52.94%                 | [ 社 7 ]               |
| 2021年法国省级选举     | 涅夫勒省               | 讷韦尔第四县 市镇（第四县部分） |                        | 韦罗妮克·库里 米歇尔·叙埃              | 28.38%                 |                        | 韦罗妮克·库里 米歇尔·叙埃              | 53.2%                  | [ 社 7 ]               |
| 2021年法国大区选举     |                        | 市镇                            |                        | 德尼·蒂里奥                            | 37.4%                  |                        | 玛丽-吉特·迪费                         | 39.86%                 | [ 社 8 ]               |
| 2022年法国总统选举     | 法國                   | 市镇                            |                        | 埃马纽埃尔·马克龙                      | 29.36%                 |                        | 埃马纽埃尔·马克龙                      | 62.1%                  | [ 17 ]                 |
| 2022年法国立法选举     | 涅夫勒省第一选区       | 市镇                            |                        | 佩里娜·古莱                            | 34.9%                  |                        | 佩里娜·古莱                            | 63.45%                 | [ 17 ]                 |

## 人口
2019年，讷韦尔市镇人口数量为33,005，在法国排名第242位。其中男性15,282人，女性17,723人，75岁及以上人口占11.5%，外籍人口数量为3,191人，人口密度为1,905人/平方公里，当地居民被称为（男性）或（女性）。2020年，讷韦尔境内出生283人，死亡人口477人。
| 讷韦尔1901年－2020年人口变化情况 |
|                                  |
| 数据来源：Cassini、INSEE         |

## 经济

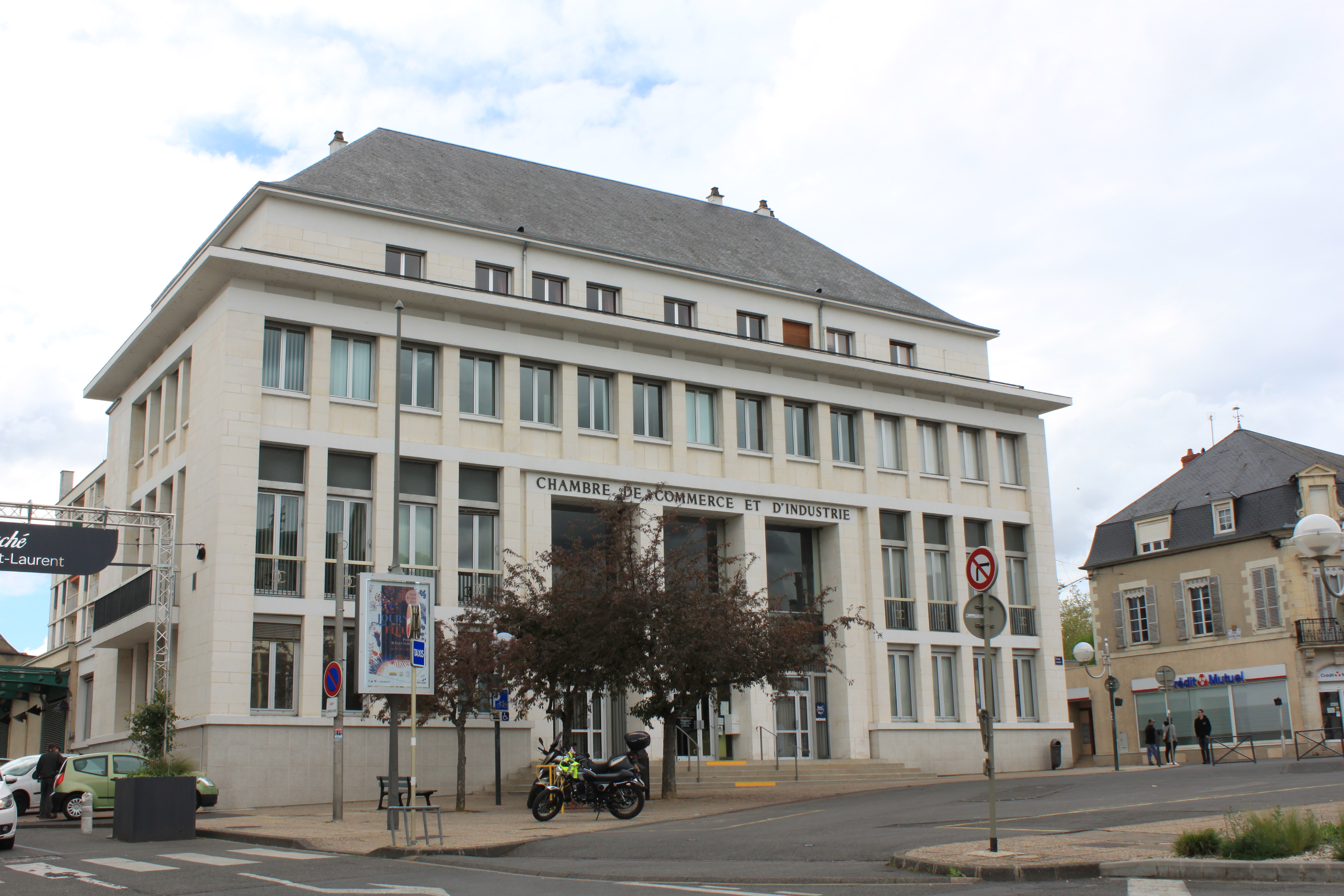
涅夫勒省工商会

讷韦尔是法国中部的一座区域性的中心城市，是涅夫勒省的工商业中心以及涅夫勒省工商会的驻地。当地的经济发展事务由多个部门协调负责，其中法国就业局在讷韦尔设有劳务办公室，为当地居民提供创业及就业帮助。

### 产业分布
在第一产业方面，讷韦尔在历史上为一个区域性的农产品贸易中心，经济类作物以及葡萄酒是当地主要的农产品类型，自19世纪工业革命起，这一地区快速完成工业和城市化发展，讷韦尔市镇范围内的农业生产活动大幅减少。截至2019年底，讷韦尔境内有16家农业类企业，占总企业数量的1.1%；相关就业总人数为92人，均仅占总数的0.4%。
在第二产业方面，讷韦尔在工业革命期间为一个区域性的工业中心，彩陶加工和铁制品是彼时当地主要的经济支柱。20世纪中后期，受到经济危机及人口外流影响，当地大量工业生产部门关闭或外迁，工业规模逐年萎缩。2019年，讷韦尔的工业及建筑业用人单位数量为151家，占总数的10.7%；相关就业总人数为2,512，占总人数的12.2%。
在第三产业方面，讷韦尔是涅夫勒省的政治中心，也是一个区域性的经济、文化、科教、通讯、医疗中心，数十家大型企业的在讷韦尔设有分支，相关就业单位和从业人数分别达到了总量的88.2%和87.3%。

### 重要企业
截止2022年9月，讷韦尔市镇范围内共有各类用人单位（包含自雇）4,941家，平均历史为18年，其中98.48%为中小型企业（PME），2022年7月至9月间，当地的经济活力指数为0.26%。
| 讷韦尔境内的主要大型企业 |      |                              |              |                             |                   |           |
| 企业                     | 类型 | 法语原名                     | 领域         | 员工数量 （2021年12月31日） | 营业额 （2021年） | 数据来源  |
| 阿尔法·拉瓦尔·斯皮拉尔   | 总部 | Alfa Laval Spiral            | 供暖         | 108                         | 23,948,028 €      | [ 社 15 ] |
| 卢瓦尔河谷综合诊疗中心   | 总部 | Polyclinique du Val de Loire | 医疗         | 169                         | 23,169,272 €      | [ 社 16 ] |
| Look Fixations           | 总部 | Look Fixations SA            | 体育用品生产 | 115                         | 16,125,000 €      | [ 社 17 ] |
| 法国艾桑工业集团         | 总部 | Aisan Industry France SA     | 液压         | 109                         | 11,251,539 €      | [ 社 18 ] |
| IGOL Centre              | 总部 | Igol Centre                  | 炼油         | 30                          | 9,459,775 €       | [ 社 19 ] |

除此之外，因土地数量有限，一些大型企业亦定址于讷韦尔市镇范围之外。位于加尔希济的菲亚特铁路能源科技集团法国总部是2021年涅夫勒省范围内营业额最高的企业，为538,972,817欧元；也是该省员工数量最多的区域，共有员工1,566名。位于库朗日莱讷韦尔的是一个大型零售企业，其2021年的营业额为61,897,183欧元，是讷韦尔城市圈公共社区内营业额最高的本土企业。法国国家铁路公司管理并运营的讷韦尔工业技术中心位于讷韦尔北郊的瓦雷讷-沃泽勒境内。

### 财政
2020年，讷韦尔的财政收入总额为54,076,600欧元，财政支出总额为50,284,600欧元，当年的债务总额为47,728,400欧元。2021年，讷韦尔市镇共获得9,580,418欧元的国家财政补助，比上一年增加了0.54%。

### 居民收入
2020年，讷韦尔的人均月收入总额为2,006欧元，其中高级职员为3,502欧元，低于法国平均水平（4,230欧元）；中级职员为2,267欧元，低于法国平均水平（2,411欧元）；普通职员为1,618欧元，亦于法国平均水平（1,740欧元）。
2018年，讷韦尔境内的青壮年（15至64岁）失业率为20.3%，当地44.1%的家庭拥有纳税资格，平均纳税2,627欧元，低于法国平均水平（3,910欧元）。

## 社会事务

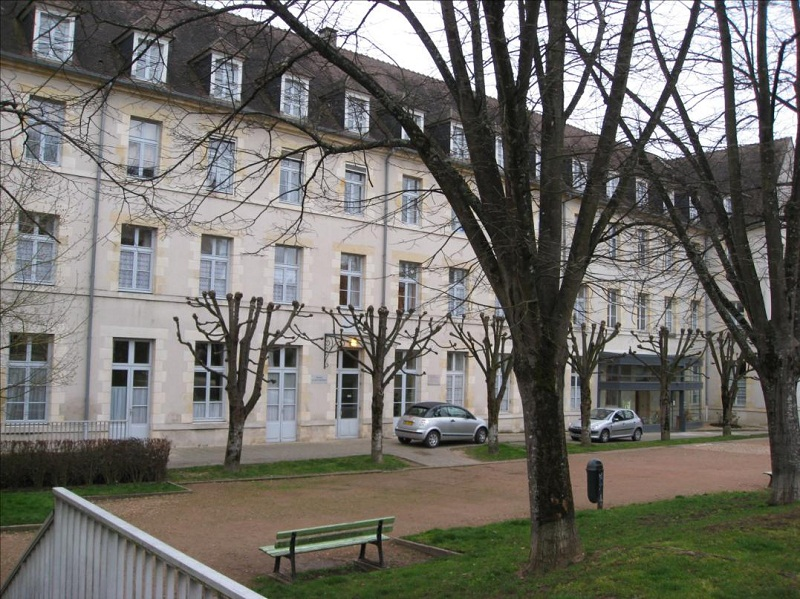
讷韦尔的一所高级中学

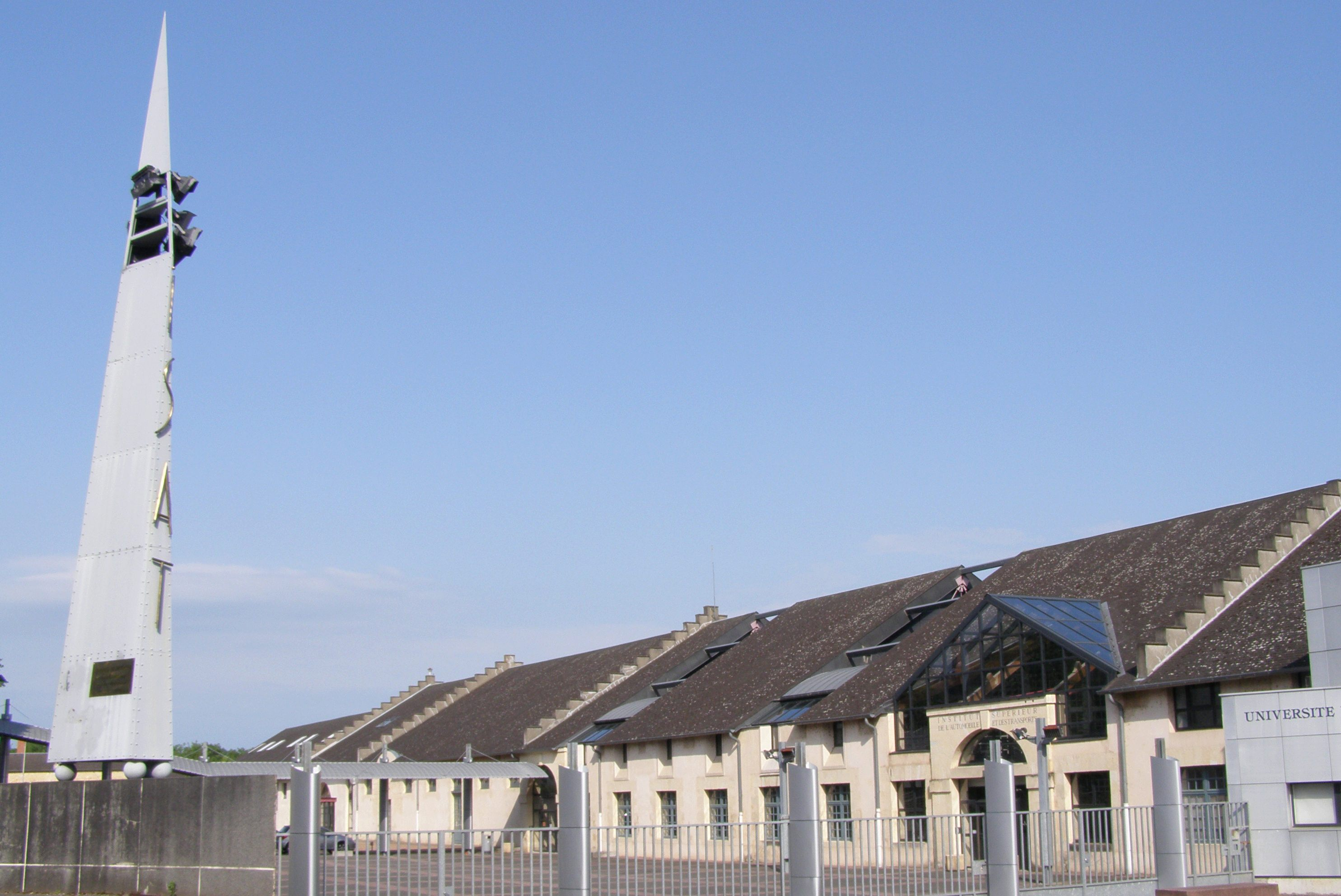
讷韦尔公路交通高等学院

### 教育
讷韦尔属于第戎学区。截止2020年1月1日，讷韦尔境内共有6所幼儿园、15所小学、5所初级中学、4所普通高中和1所职业高中。2018至2019学年度，讷韦尔境内共有在校中等教育阶段学生5,440名。讷韦尔阿兰·科拉高级中学（Lycée Alain Colas）毕业生在2021年毕业会考中取得平均18.1分（满分20分）的成绩，通过率为99%，总成绩在涅夫勒省所有高级中学中排名第一位。
在高等教育方面，勃艮第大学在讷韦尔设有一处校区，该大学下属的部分学院及科系在此授课。
| 讷韦尔的主要高等教育机构              | 讷韦尔的主要高等教育机构                            | 讷韦尔的主要高等教育机构 | 讷韦尔的主要高等教育机构         | 讷韦尔的主要高等教育机构 |
| 中文名称                              | 法语名称或缩写                                      | 类别                     | 开设主要专业                     | 参考资料                 |
| ------------------------------------- | --------------------------------------------------- | ------------------------ | -------------------------------- | ------------------------ |
| 勃艮第大学 财经政法学院（讷韦尔校区） | Université de Bourgogne UFR DSEP (Campus de Nevers) | 公立大学二级学院         | - 公共行政管理 - 法律            | [ 文 3 ]                 |
| 勃艮第大学技术学院 （讷韦尔校区）     | IUT Dijon-Auxerre (Campus de Nevers)                | 大学技术学院             | - 自动化 - 信息技术              | [ 文 4 ]                 |
| 讷韦尔公路交通高等学院                | ISAT                                                | 工程师学校               | - 汽车工程 - 机械工程 - 工业工程 | [ 文 5 ]                 |
| 勃艮第国立高等师范学院                | INSPÉ de Bourgogne                                  | 国立高等师范学院         | - 教育科学                       | [ 文 6 ]                 |

在科研方面，法国国家公路安全研究所位于讷韦尔，后者是法国交通部直属的科研单位。

### 医疗
截止2020年1月1日，讷韦尔境内共有全科医生28名、保健师30名、牙医42名、护士41名、耳科医生3名、眼科医生6名、皮肤科医生1名、助产士2名、儿科医生2名和妇科医生6名；境内共有药房16家、养老院1家、残疾人帮扶中心4家。
讷韦尔中心医院（Centre Hospitalier Nevers）是法国的一个区域性医疗机构，其主病区皮埃尔·贝雷戈瓦医院（Hôpital Pierre Bérégovoy）位于讷韦尔市区西部，设有床位495个，是当地规模最大的公立综合性医院；其下属的老年病康复中心则设有78个床位（Centre de gérontologie） 。卢瓦尔河谷综合诊疗中心（La polyclinique du Val de Loire）是一座位于讷韦尔的私立综合性医院，其主病区设有床位124个，配有直升机、救护车等救援设备。

### 住房

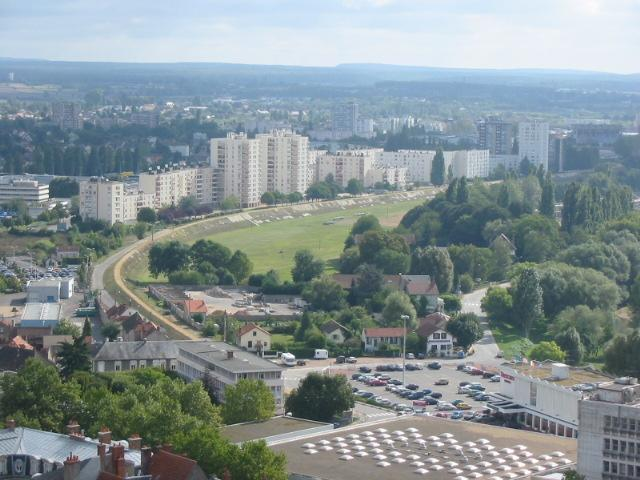
远眺讷韦尔的一处集中式居民区

2018年，讷韦尔境内共有各类住房22,363套，比上一年新增34套，其中32.2%为独立式居民区，主要分布于市镇范围内核心区周边的街区；66.8%为集中式居民区，主要分布于市中心、市区东北部的勒邦莱（Le Banlay）和市区西部的儒勒·凡尔纳（Jules Verne）两个街区。讷韦尔市镇范围内的房价中位数为每平方米1,050欧元，高于涅夫勒省的房价中位数（860欧元）。按照住户类型分类，讷韦尔境内的房屋所有者和租房客占比分别为40.9%和57.7%，常住房屋占讷韦尔市镇范围内居民建筑总量的80%；按照房屋大小分类，当地859户住房的居住面积小于30平方米，4,059户住房的居住面积超过120平方米；按照住房年限分类，讷韦尔境内1919年以前和2005年以后修建的房屋总数分别为1,802户和614户。
在住房保障政策方面，2020年，讷韦尔境内共有7,018户家庭获得了住房经济补助，受益人数占总人口数量的21.3%，其中6,824份为房租补助。讷韦尔城市圈公共社区于2012年颁布了区域性住房纲领，为当地2025年以前的住房建设提供了指导性意见。此外，该公共社区还提供其管辖范围内的社会保障性住房租赁服务。

### 商业

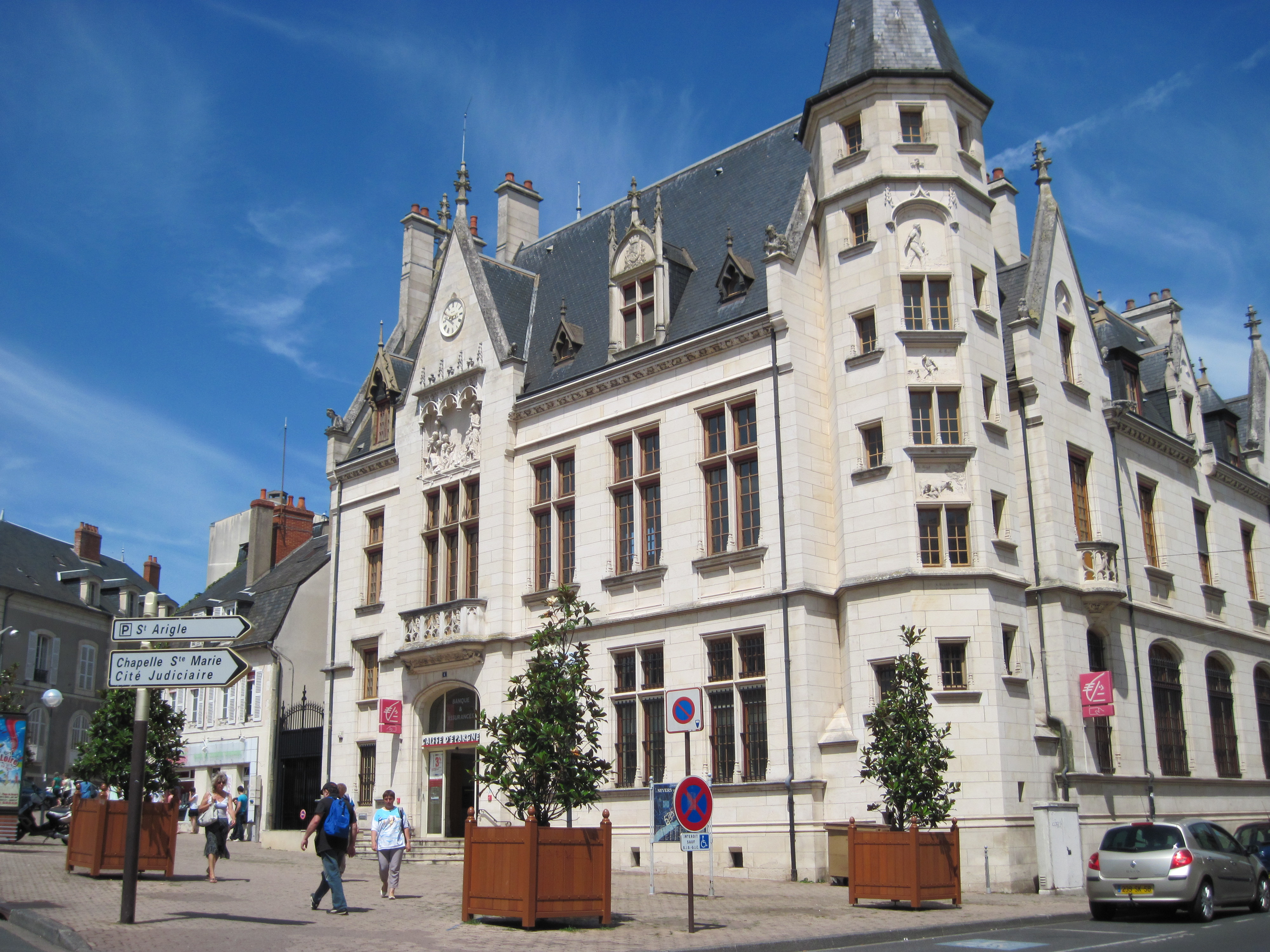
讷韦尔储蓄中心

2019年，讷韦尔境内共有各类实体商铺853家，其中餐厅141家、大型超市13家、杂货店19家、面包房29家、肉铺21家、书店12家、装饰品店4家、银行门店23家、美容美发店65家、汽车维修店42家。
讷韦尔老城的传统商业街区主要分布于弗朗索瓦·密特朗街（rue François Mitterrand）及圣塞巴斯蒂安广场（Place Saint-Sébastien）附近。位于讷韦尔市中心的圣阿里格勒集市始建于18世纪，其现存主体建筑建于1898年，并于1975年被列为法国国家文物保护单位。在现代商业方面，讷韦尔西部弗马尔济境内建有“讷韦尔-马尔济商业中心”（Centre Commercial Nevers Marzy），后者为一个大型集中式商业街区，共有55家商业机构，包括家乐福、迪卡侬、Lidl、Darty、Kiabi等商场。

### 媒体
讷韦尔是一个区域性的媒体中心。法国主要的媒体均可在讷韦尔接收，其中法国电视三台下属的勃艮第-弗朗什-孔泰大区频道以及蓝色法兰西勃艮第广播在部分时段播出讷韦尔所属区域的地方新闻。除此之外，NRJ、RTL、Skyrock、法国天主教广播、法国全国广播、维珍广播、震动广播等广播在讷韦尔设有分支。
在地方传媒方面，《中部日报》是法国的一个地方性媒体，其总部设于讷韦尔市区，传播范围覆盖了整个涅夫勒省，由法国中部传媒管理。一号广播总部设于布尔日，在讷韦尔设有一处分站，主要播放当地的地方性新闻讯息。《讷韦尔城市圈》（Nevers Agglo）是由当地城市圈公共社区联合各市镇政府共同编辑的一份地方性杂志，每三个月发刊一次，免费向当地民众发放，并提供在线阅读服务。

### 环境

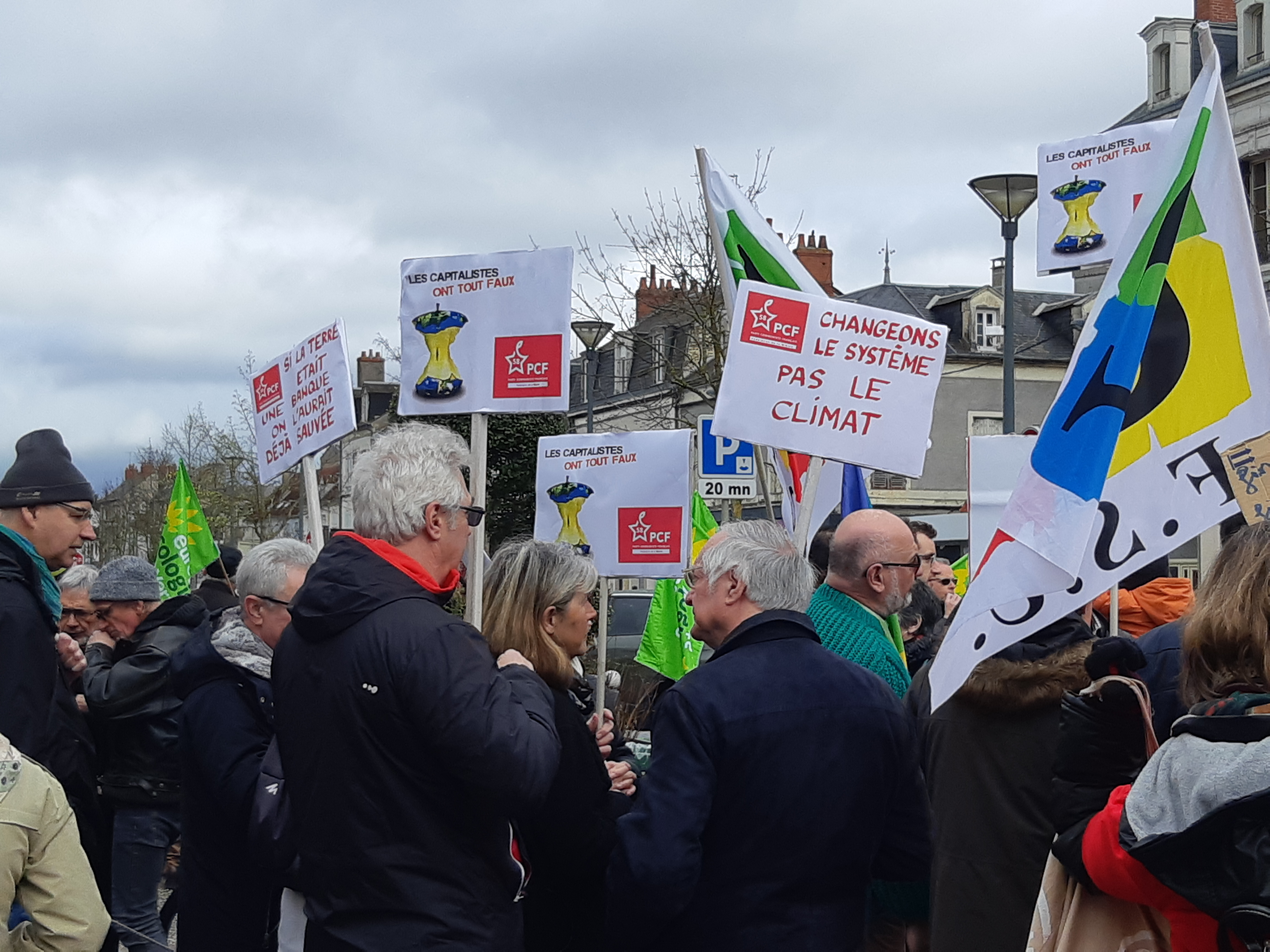
讷韦尔的一场“全球气候变暖”主题游行

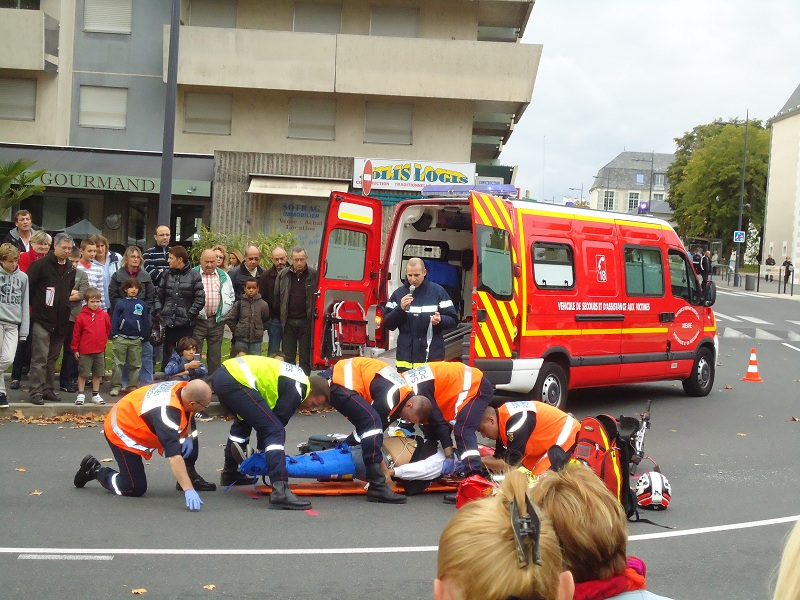
讷韦尔街头的应急救援演习

讷韦尔的环境事务由其所属的讷韦尔城市圈公共社区联合各级政府协调负责。当地生活供水事务由Saur集团负责，其主要工厂的珀普利耶瑟勒（Peuplier Seul）供水站建于1983年，后于2019年进行了维护改造，现产水能力为每小时700立方米；讷韦尔及其整个城市圈公共社区（日穆耶除外）的污水处理事务由威立雅环境负责，后者在其范围内建有三处大型污水处理中心和三处污水处理点，其中位于讷韦尔市区西南部的莱索莱（Les Saulaies）污水处理厂负责处理包括讷韦尔在内的共5个市镇的生活污水。除此之外，讷韦尔境内还有两个生活垃圾回收站，当地居民每年可免费进行24次各类垃圾倾倒。
2019年，讷韦尔境内共有三家污染企业：Application de L'électrolyse、Euro Auto Hose和Sas Bayer，铅和烃是当地主要的污染源。讷韦尔境内设有一处大气环境监测点，2015年测得的二氧化氮浓度平均值为12µg/m³、臭氧浓度平均值为50µg/m³、可吸入颗粒物浓度平均值为14µg/m³。讷韦尔境内另设有一处水环境监测点，该地2015年测得的水体坤化物浓度为10µg/L、汞化物浓度为0.2µg/L。

### 治安
讷韦尔设有一处国家宪兵队和一处派出所。涅夫勒省消防总站（SDIS de la Nièvre）指挥中心位于讷韦尔市区西部的瓦雷讷-沃泽勒境内，后者配合安监、医疗等部门负责整个讷韦尔市镇范围内以及周边地区的消防救援任务。此外，讷韦尔市中心还有一处看守所。
2020年，讷韦尔市镇范围内累计记录各类案件2,338起，其中盗窃类案件1,377起，经济类案件291起，毒品交易类案件140起。

## 文化
2020年，讷韦尔境内共有1家剧场、1家电影院、2家博物馆和1家音乐厅。让·饶勒斯市政图书馆是讷韦尔的一个综合多媒体中心，建成于1983年，位于讷韦尔市中心，该馆包括青少年、成人、电子、展览和“弗朗索瓦·密特朗”共五个分区，每周二至六向公众开放。

### 城市形态

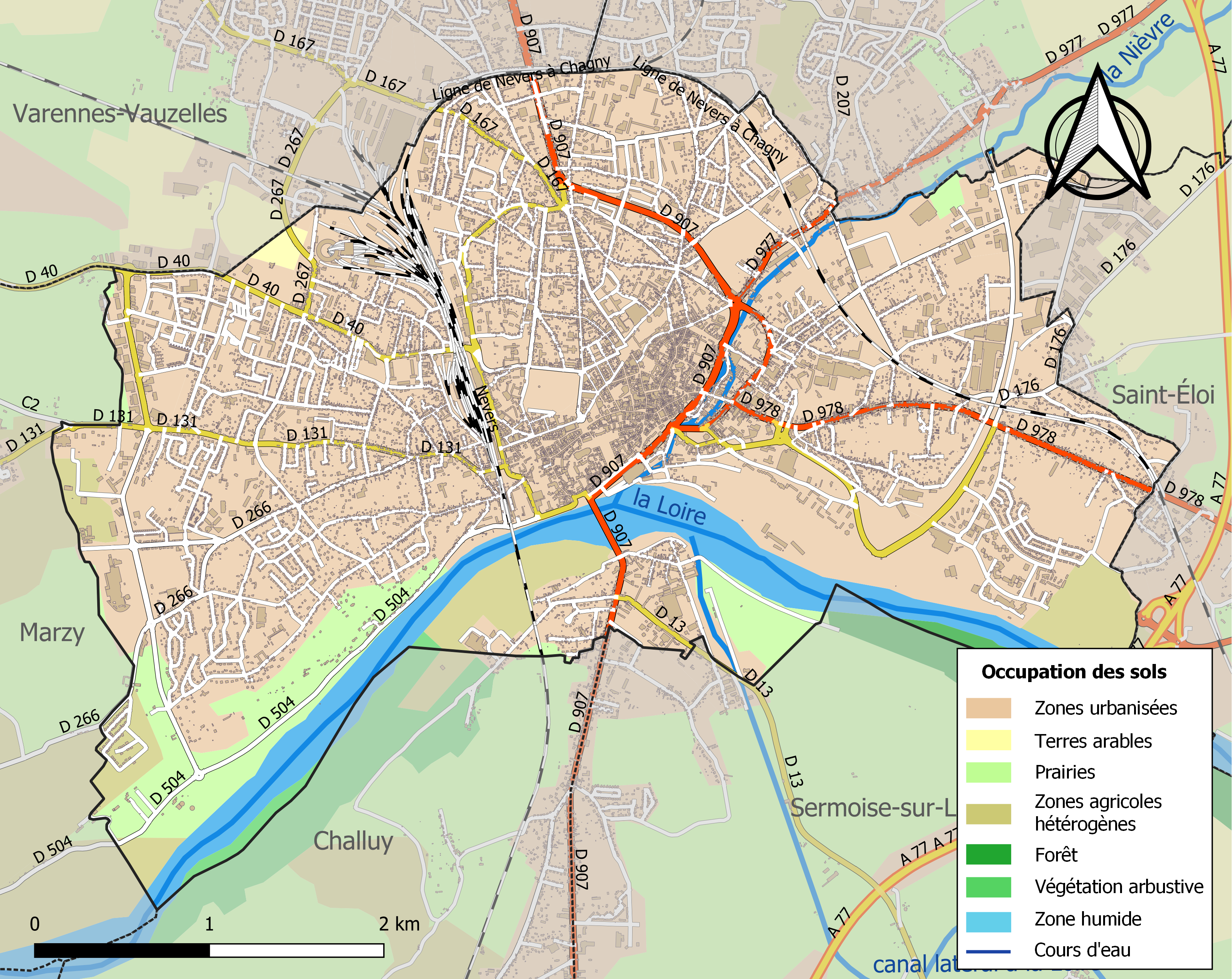
讷韦尔土地利用情况地图

讷韦尔老城位于卢瓦尔河右岸的一处坡地地带，其核心区域靠近原涅夫勒河与卢瓦尔河的交汇处，由此推断当地聚落的形成与水源及内河航运密切相关。通过讷韦尔的历史道路亦沿卢瓦尔河右岸以及涅夫勒河延伸，这些道路使得讷韦尔的历史城区轴线与河流基本平行。自19世纪末以来，讷韦尔城市逐渐开始向外扩张，笔直的国道7号线（今朱安元帅街和柯尔贝尔街）成为了讷韦尔的新主轴，其附近的勒邦莱街区在二战后被规划为集中式居民区。讷韦尔的城市扩张也使得与之相邻的瓦雷讷-沃泽勒得到城市化开发，两地间已基本无缝融合，因此讷韦尔的城建区域已不再呈现出明显的东西走向。此外，因地质及水文原因，讷韦尔的城市范围集中于卢瓦尔河右岸，其左岸区域仅有球场及少量居民区分布，与其它卢瓦尔河沿岸同类型中小城市（布卢瓦、罗阿讷、索米尔等）相比，讷韦尔居民对于跨越卢瓦尔河的需求较小，其市镇范围内仅有一座横跨卢瓦尔河的普通公路桥。
现代讷韦尔因城市人口减少及商业服务设施欠缺而被诟病，被一些媒体称作“死城”。在黄金三十年期间，为接纳外来人口，讷韦尔城市曾一度大幅向外扩张，其新建的居民区及科教和商业设施均多分布于城市外缘。20世纪中后期，随着能源和工业危机，讷韦尔核心区域的人口数量明显下降，当地大批商业设施关闭或外迁，而城市外缘的商业及服务部门难以充分满足讷韦尔市区居民的需要，致使讷韦尔成为一座“空城”，并引发当地居民的不满。黄背心运动期间，“重振市区商业和服务”亦是讷韦尔黄背心参与者的重要诉求之一。
讷韦尔的城市规划与建设事务由讷韦尔城市圈公共社区联合各级别部门协调负责，其中讷韦尔市政府已于2017年出台了当地的区域城市规划方案，为当地的城市建设提供了纲领性的意见。此外，为支持重振讷韦尔市中心建设，法国政府于2017年提出“讷韦尔市中心可持续发展建设”计划（Requalification durable du centre-ville de Nevers），并为此拨款76万欧元。讷韦尔市郊的勒邦莱街区同样被列入当地城市改造项目的一部分，并被规划为“生态街区”（Ecoquartier）。

### 建筑
讷韦尔是法国历史文化名城之一，当地的大部分建筑建于20世纪初以前为主，其中讷韦尔公爵宫修建于中世纪末，先后为讷韦尔公爵和讷韦尔行省的办公用地，于1840年列入法国首批法国国家文物保护单位，同批次列入该类别的讷韦尔建筑还有圣斯德望教堂，后者于1063年由克吕尼修道院出资修建，并于1097年竣工。讷韦尔主教座堂则为第二批文物保护单位，该教堂因其高达52米的博耶尔塔而成为讷韦尔市区的地标性建筑之一。除此之外，讷韦尔境内的保护文物单位还有圣埃卢瓦塔、圣玛尔定修道院祷告室等。

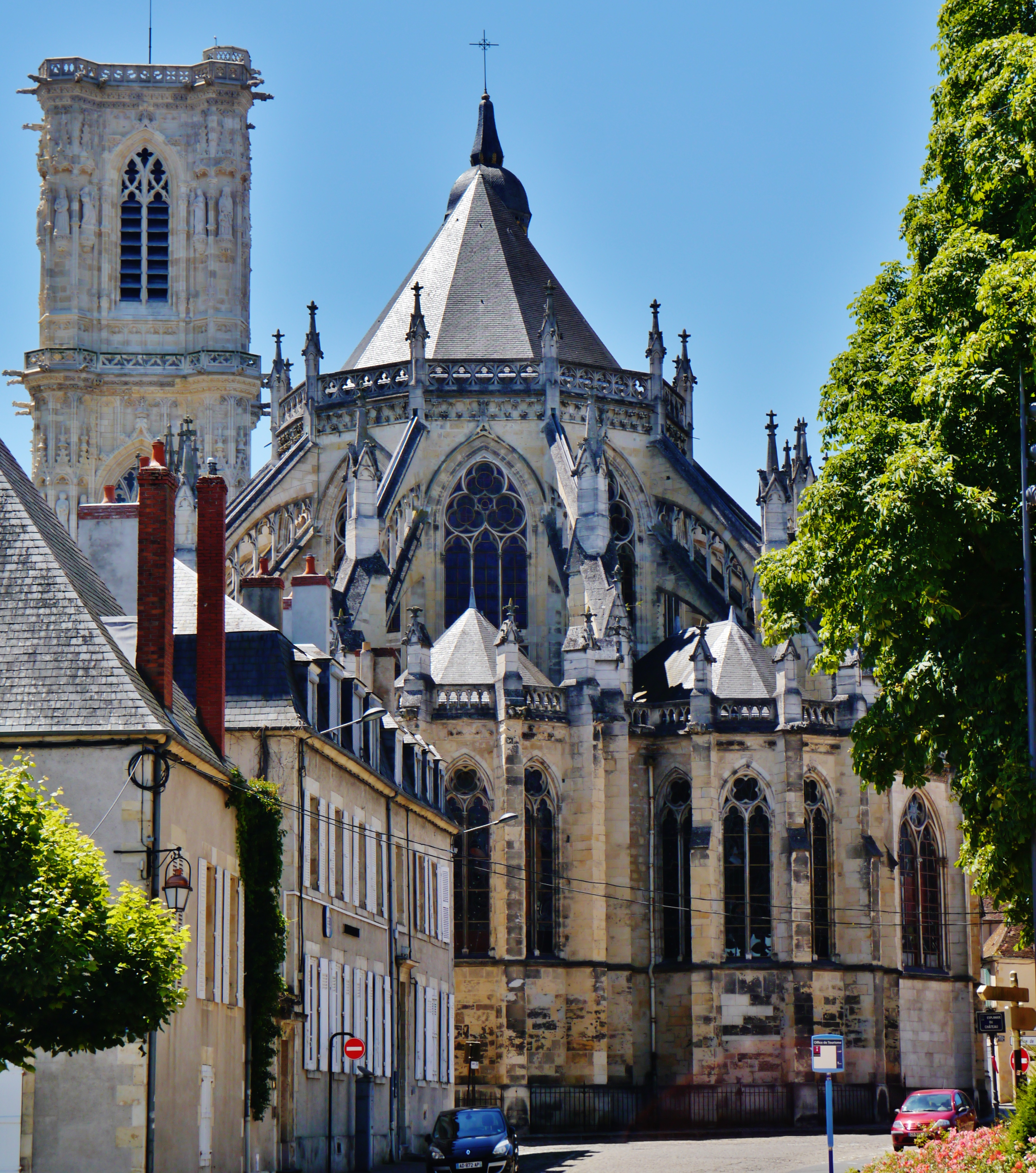
讷韦尔主教座堂
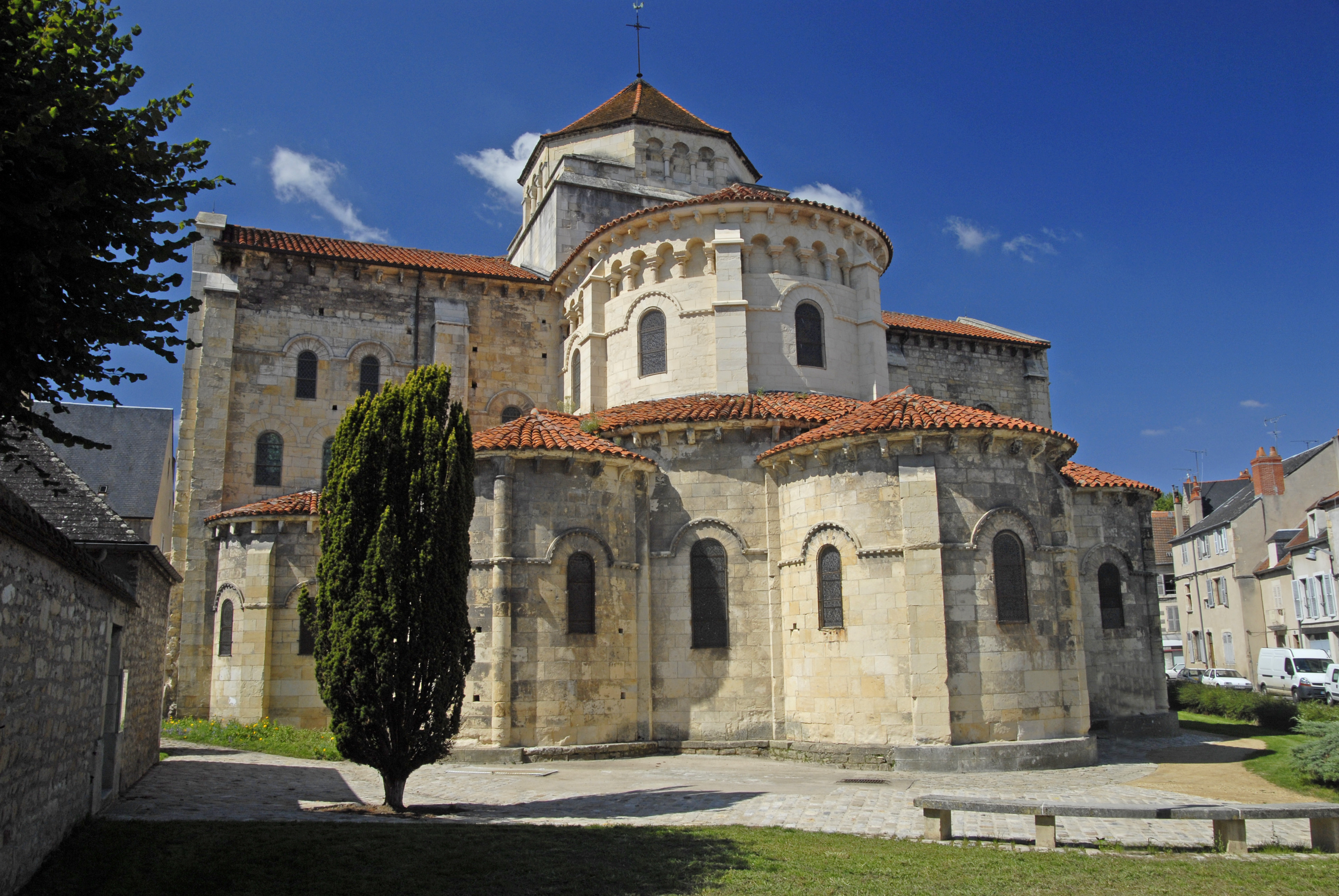
圣艾蒂安教堂（法语：Église Saint-Étienne de Nevers）
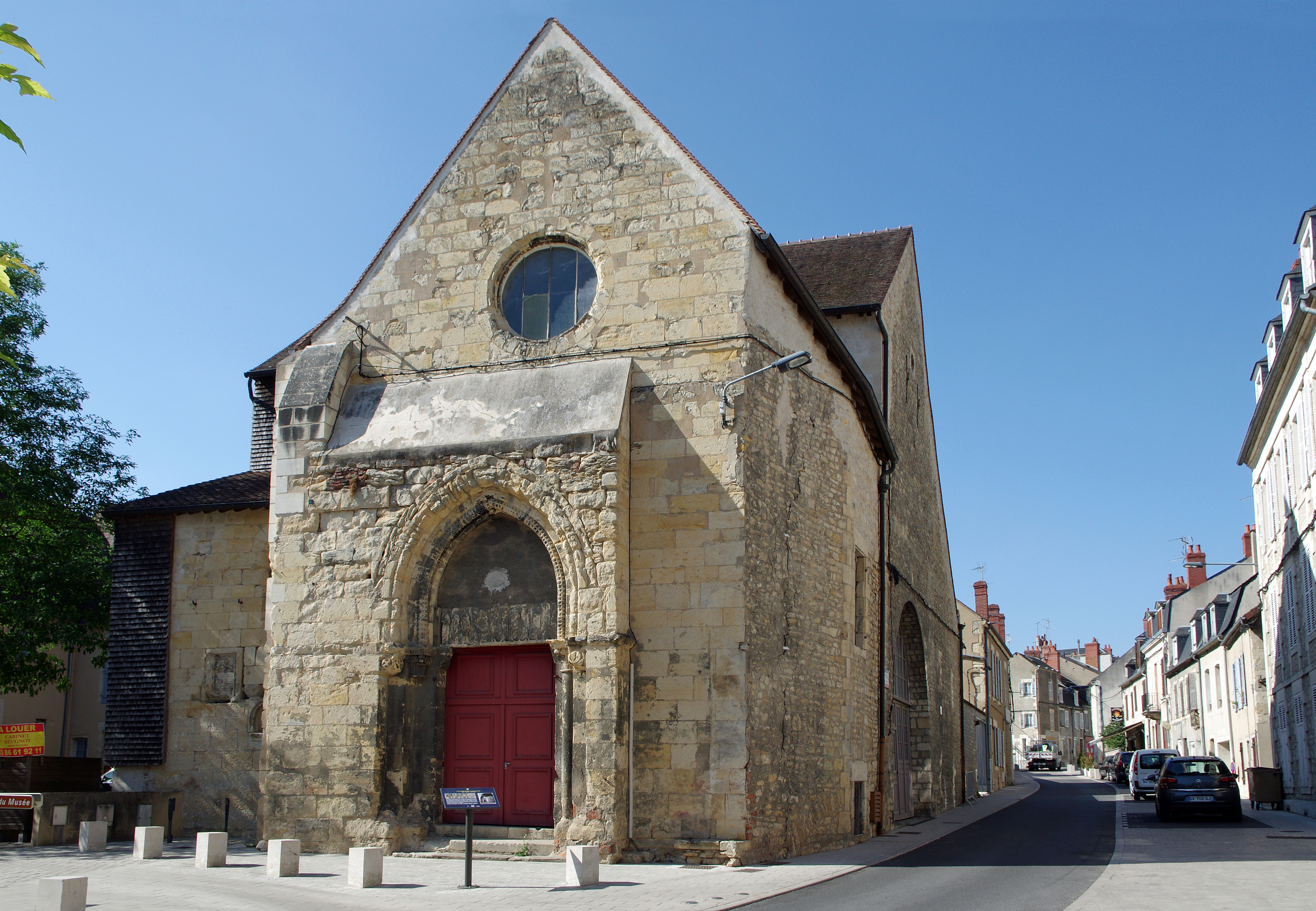
圣母修道院（法语：Abbaye Notre-Dame de Nevers）
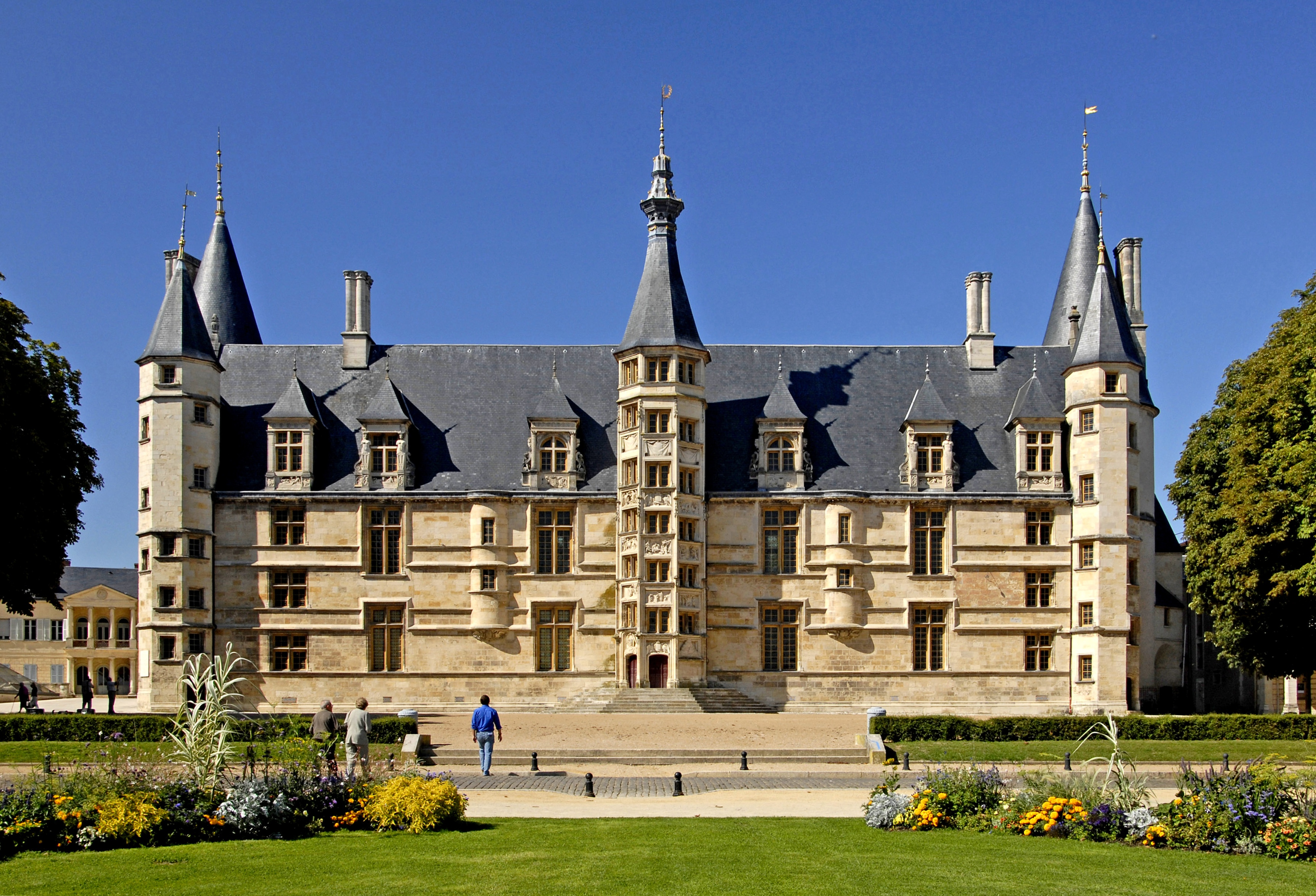
讷韦尔公爵宫
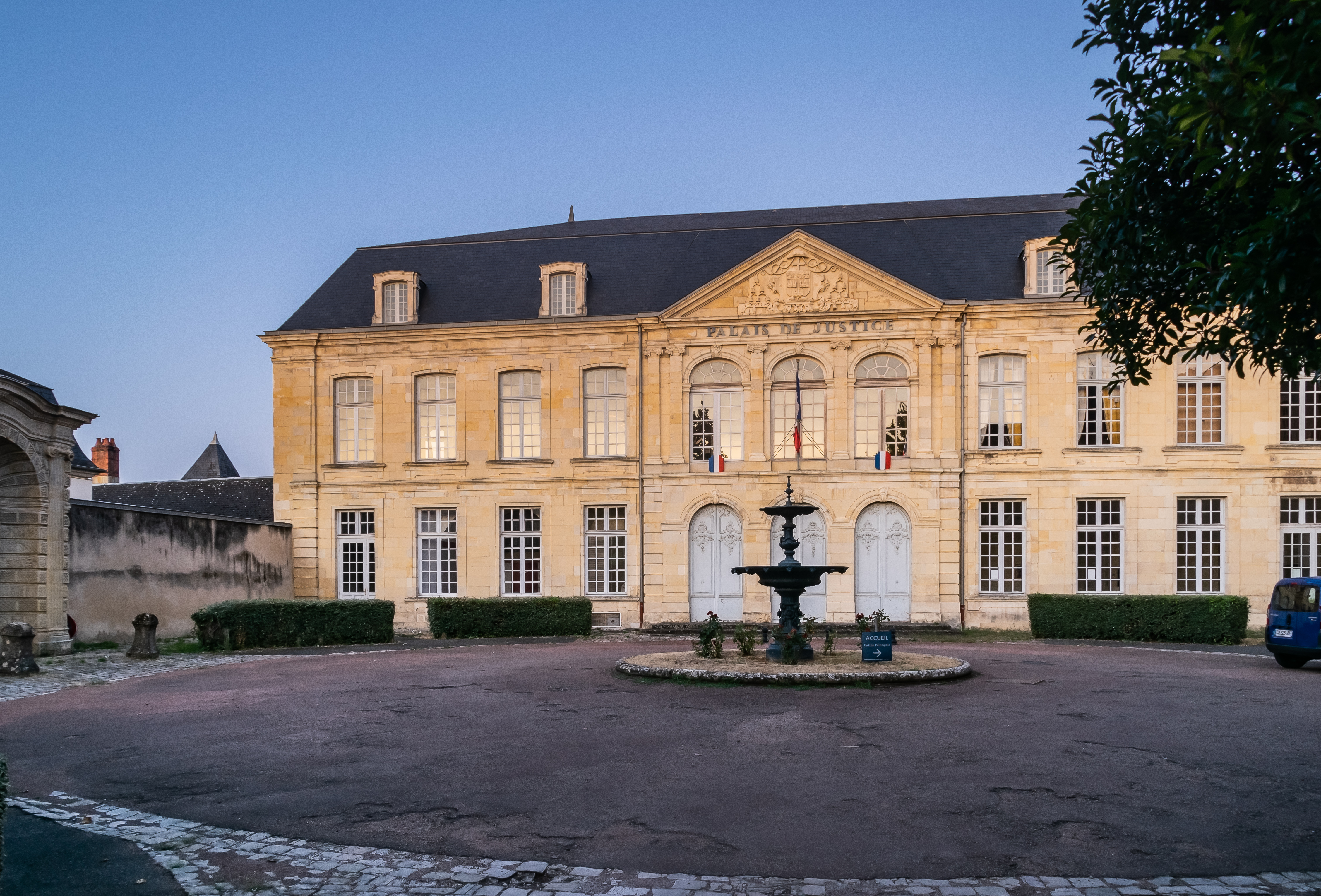
讷韦尔司法宫（法语：Palais de justice de Nevers）
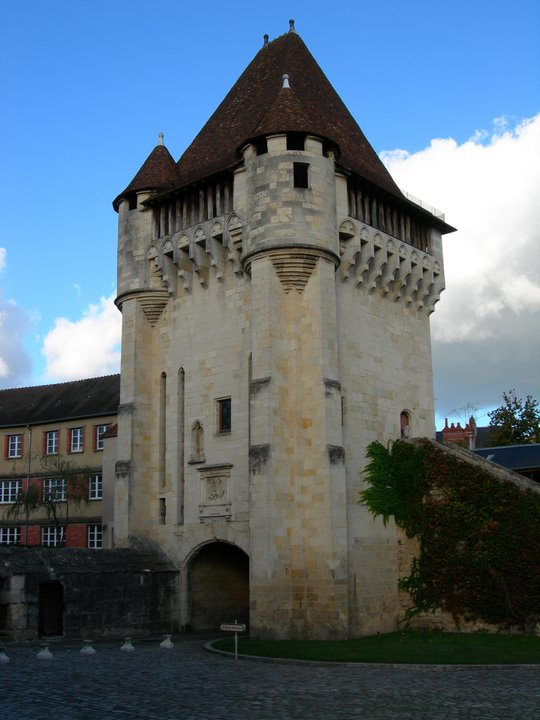
勒克鲁门（法语：Porte du Croux）
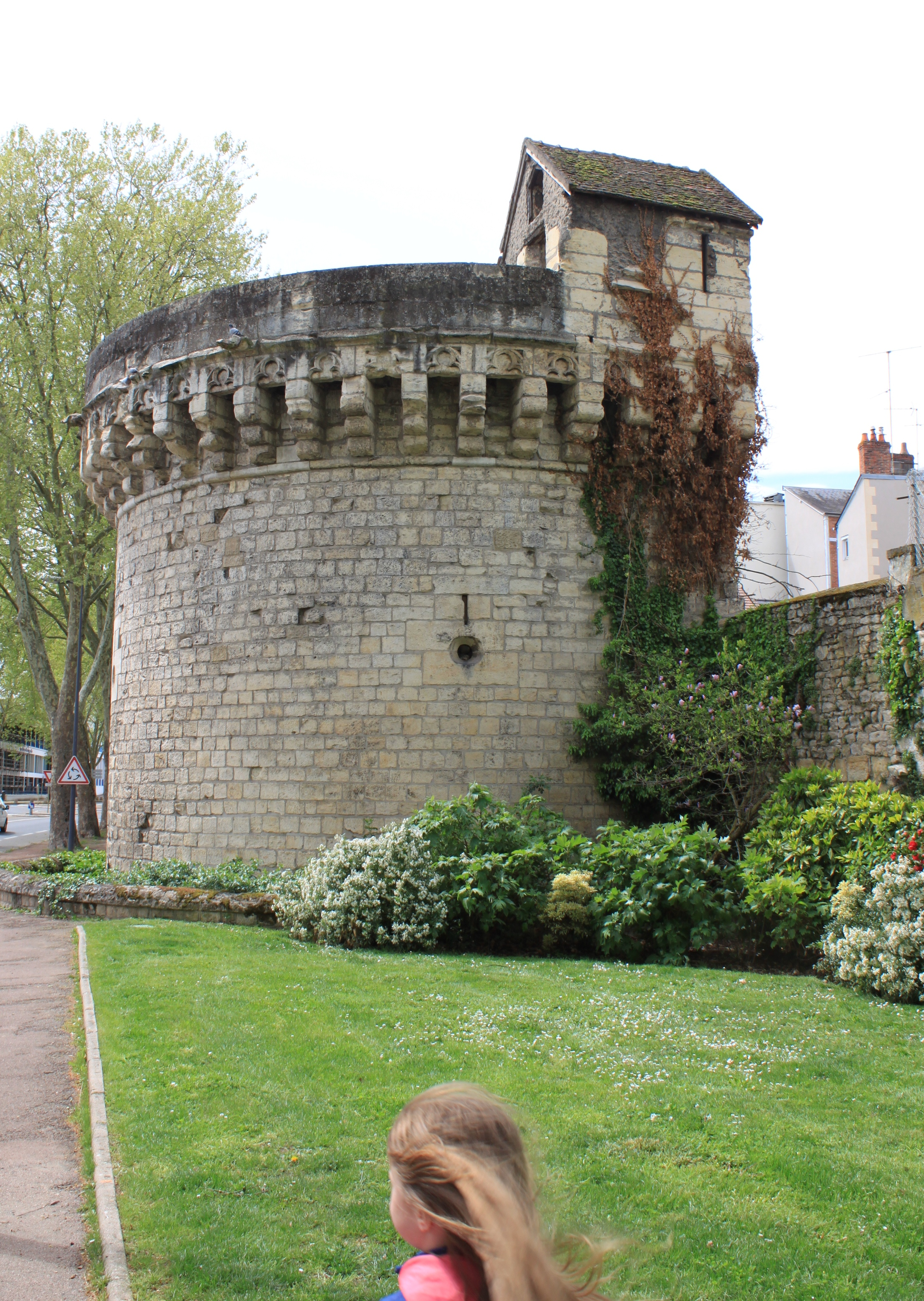
圣埃卢瓦塔（法语：Tour Saint-Éloi）
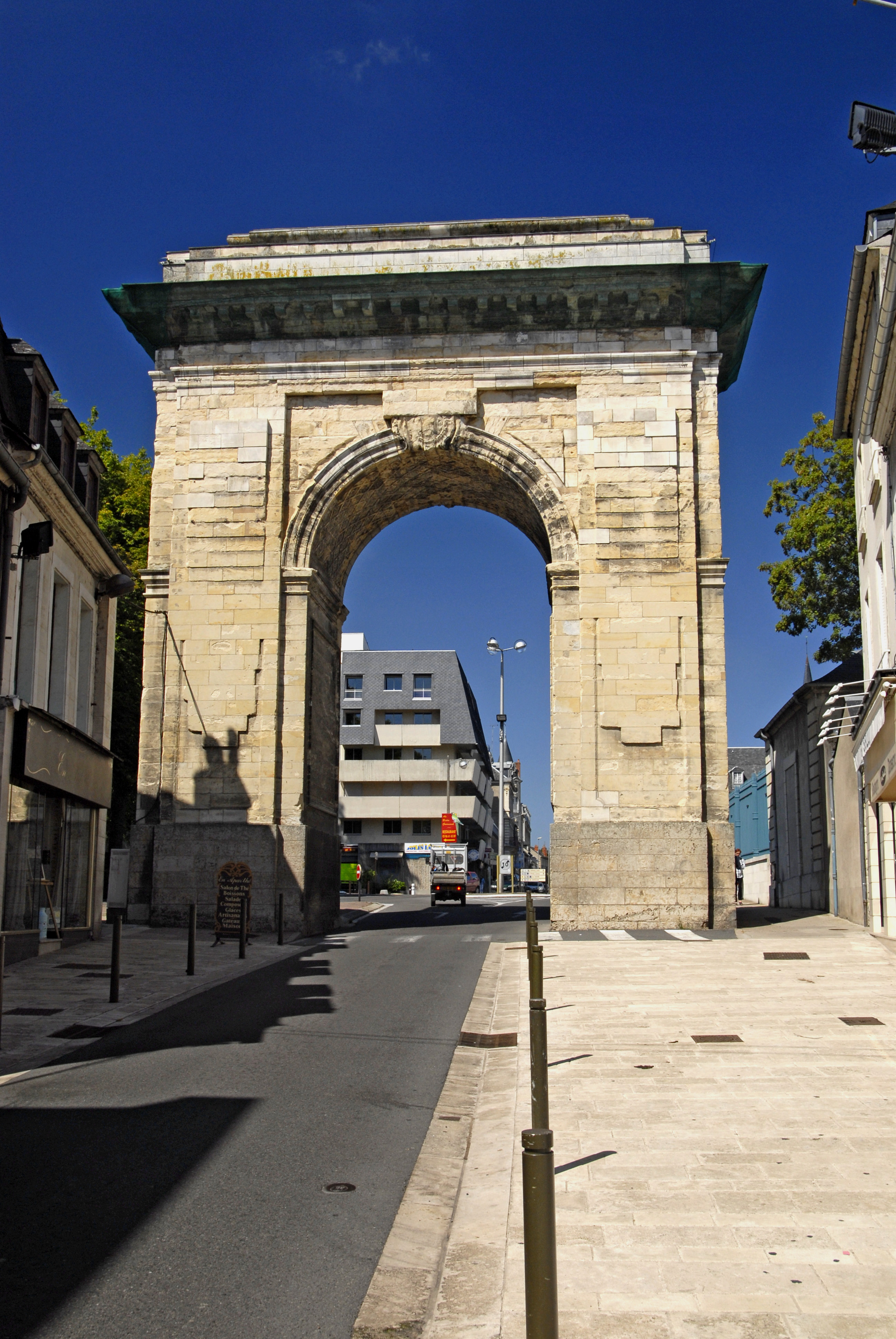
巴黎门（法语：Porte de Paris (Nevers)）

### 宗教

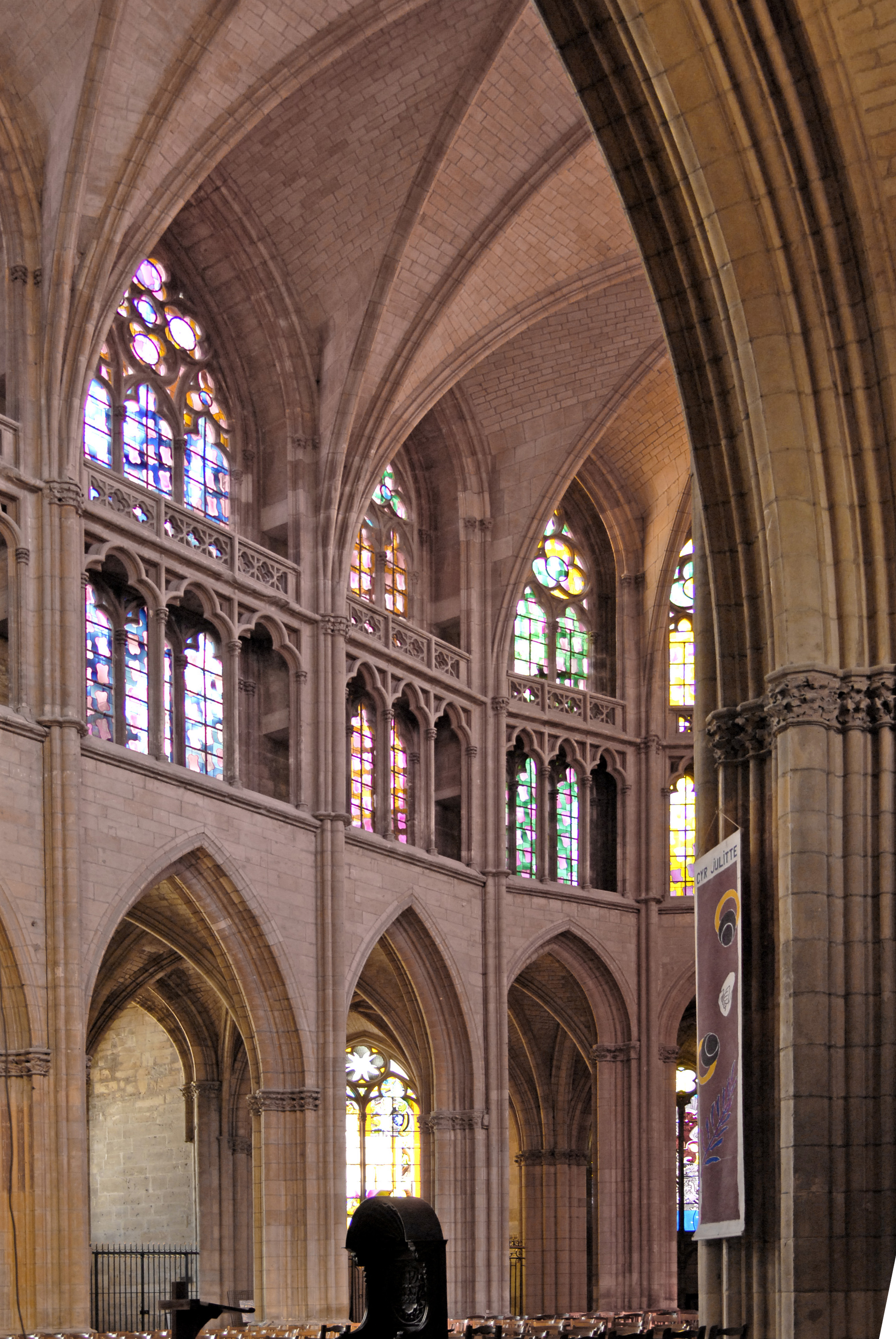
讷韦尔主教座堂内的大厅

讷韦尔是同名天主教教区的首府，该教区包含了13个总铎区，其中讷韦尔市镇分属于圣若望保禄二世（Saint Jean-Paul II）、圣约瑟（Saint-Joseph entre Loire et Amognes）和圣家（Sainte-Famille）三个总铎区。现任讷韦尔主教为蒂耶里·布拉克·德拉佩里埃，自2011年起担任。除正统天主教之外，讷韦尔境内还有一处加尔默罗会教堂。
讷韦尔谅解清真寺（مسجد المغفرة）位于市区西部，建成于2012年，2014年新增一处伊斯兰学校，并于2021年得到扩张，该清真寺的现任伊玛目为哈立德·莱米兹（خالد لميز）。除此之外，讷韦尔境内还有一座犹太教堂和一处佛教文化中心。

### 旅游
讷韦尔是一座区域性的旅游城市，当地的旅游事务由其所属的讷韦尔城市圈公共社区负责，讷韦尔市中心设有讷韦尔城市圈市际旅游中心（Office de tourisme intercommunal de Nevers Agglomération），后者为当地游客提供旅游资讯服务。每年夏季（七至八月），当地旅游局开行穿梭于讷韦尔市中心的“小火车”（Petit train）供游客乘坐。
在旅游接待设施方面，2021年，讷韦尔境内共有13家酒店共计382间房间，其中一家四星级酒店、五家三星级酒店、四家二星级酒店、一家一星级酒店和两家无星级酒店；此外，讷韦尔境内还有一处露营地，可容纳共74辆露营车。

### 彩陶
讷韦尔因当地起源于16世纪末的彩陶工艺而闻名，其彩陶作品多呈青蓝色色调，被称为“蓝金”。19世纪时，得益于工业革命的推动，讷韦尔境内出现了多处机械化的彩陶作坊，其产品曾一度远销西欧各国。彩陶艺术博物馆是讷韦尔的一个以彩陶艺术为主题的博物馆，建成于1840年，于2013年进行了大规模的翻新，现有展厅13件，是讷韦尔的代表性文化建筑。

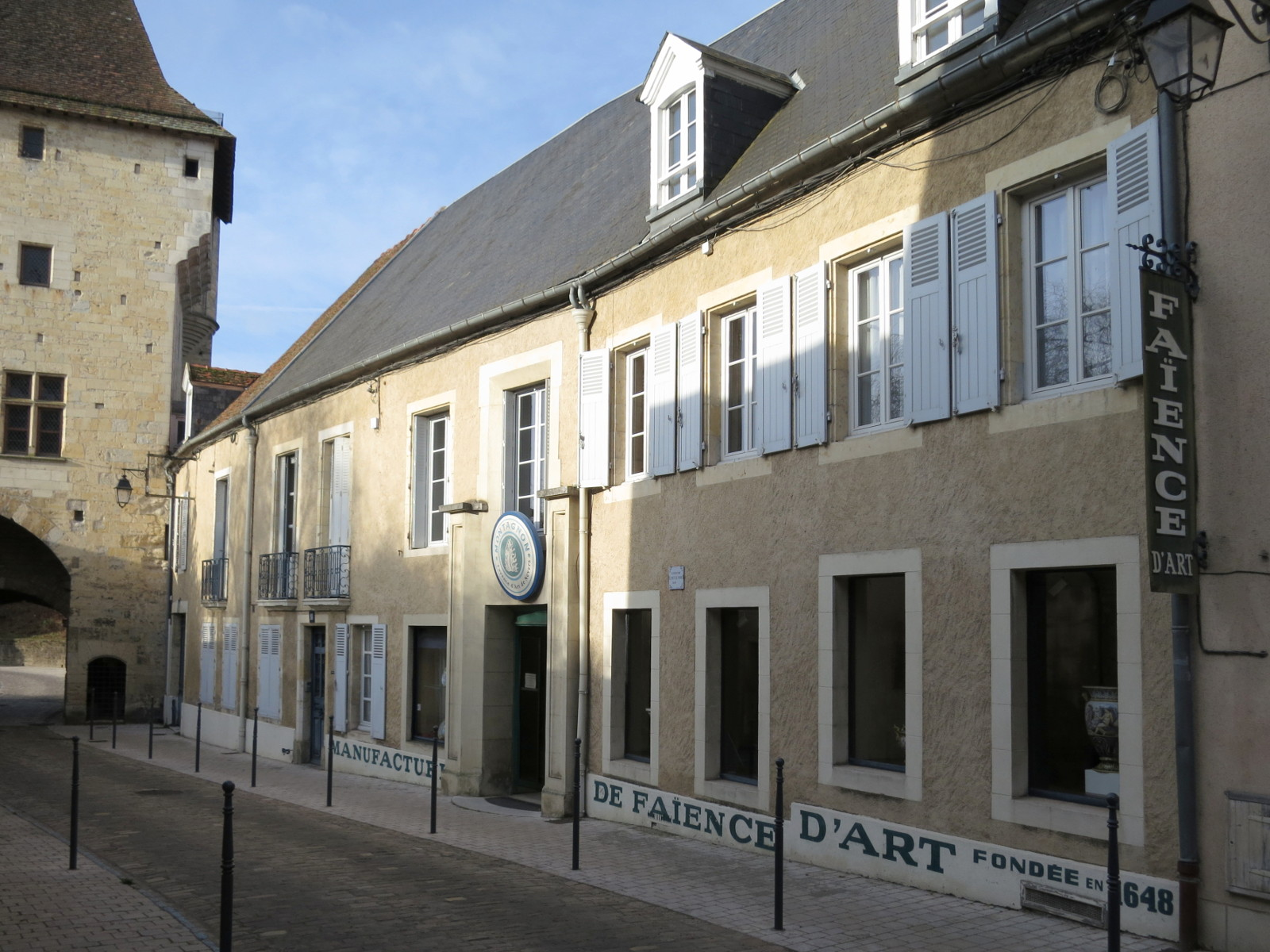
蒙塔尼翁彩陶作坊旧址
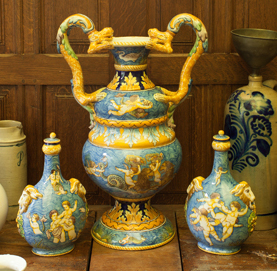
圣母彩陶瓶
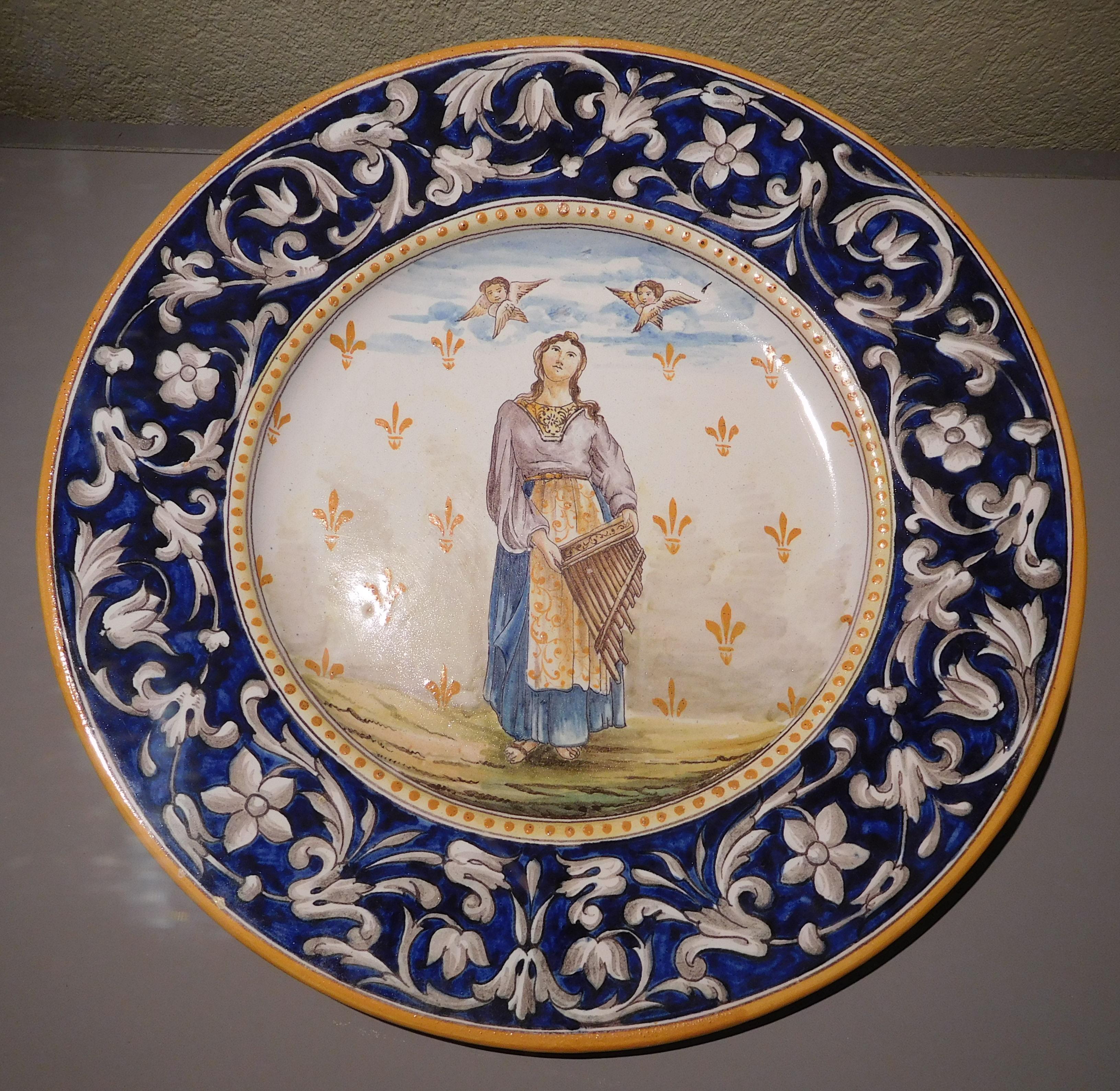
圣塞西尔彩陶盘
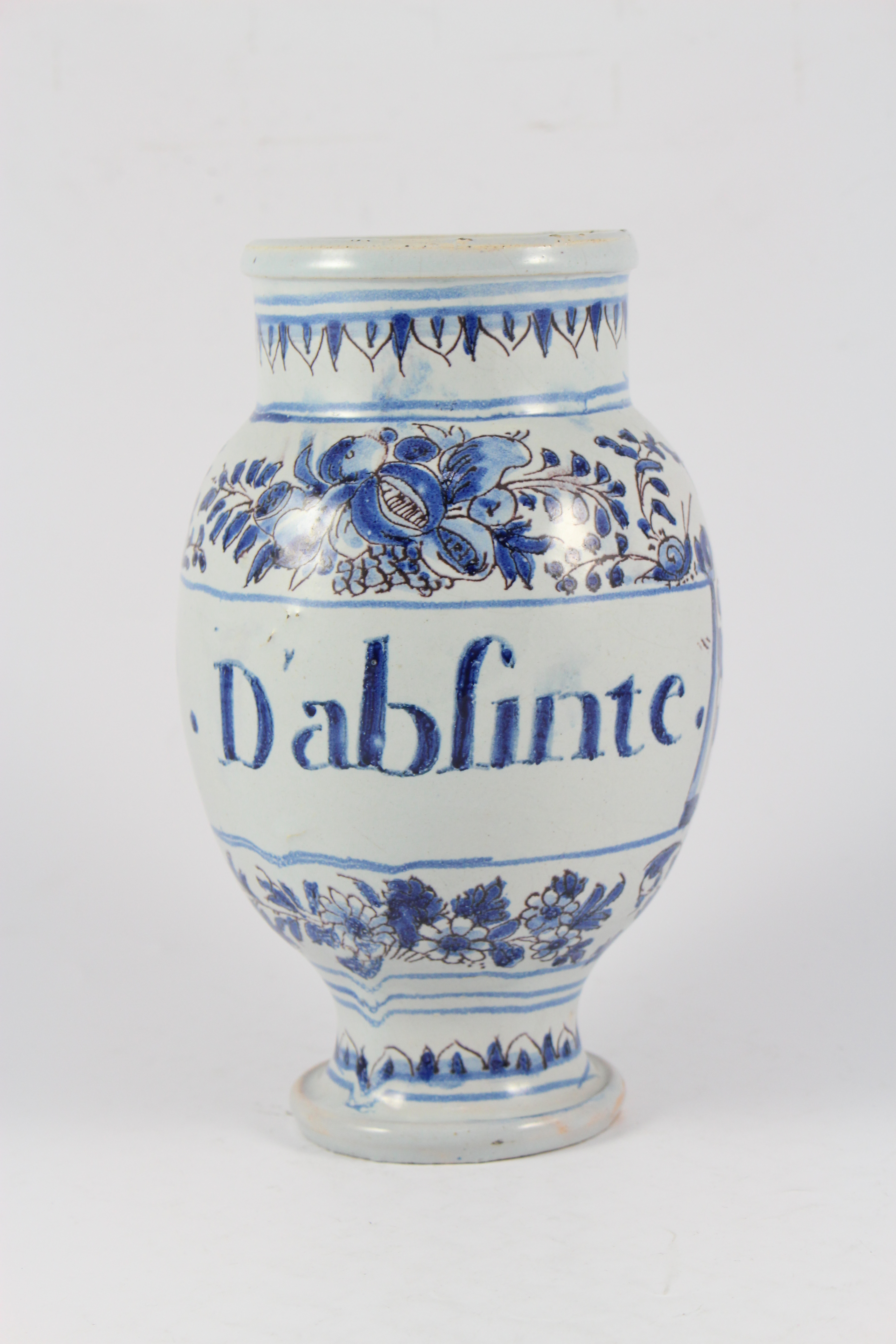
主宫医院彩陶药瓶
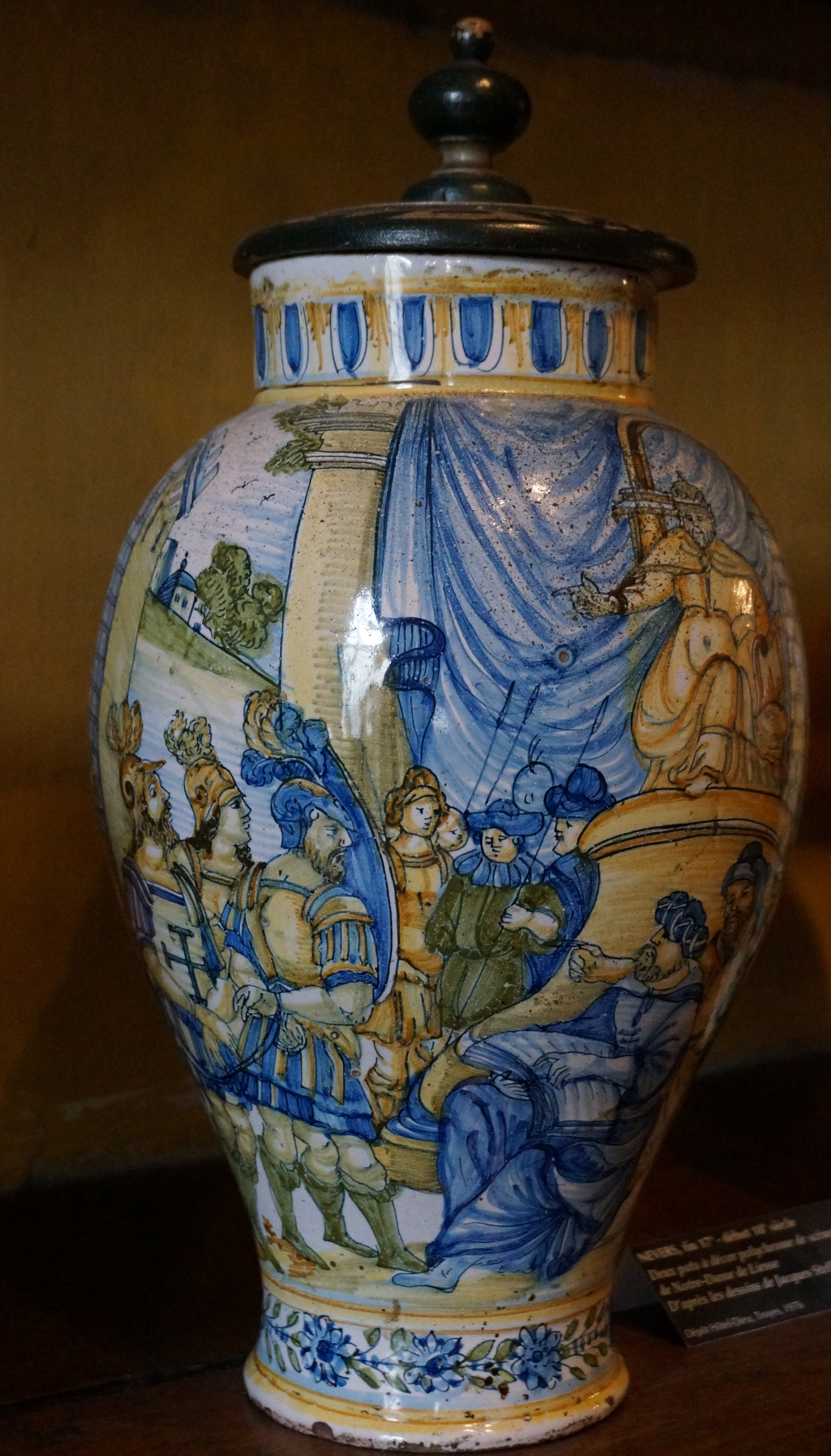
伊斯梅里骑士彩陶
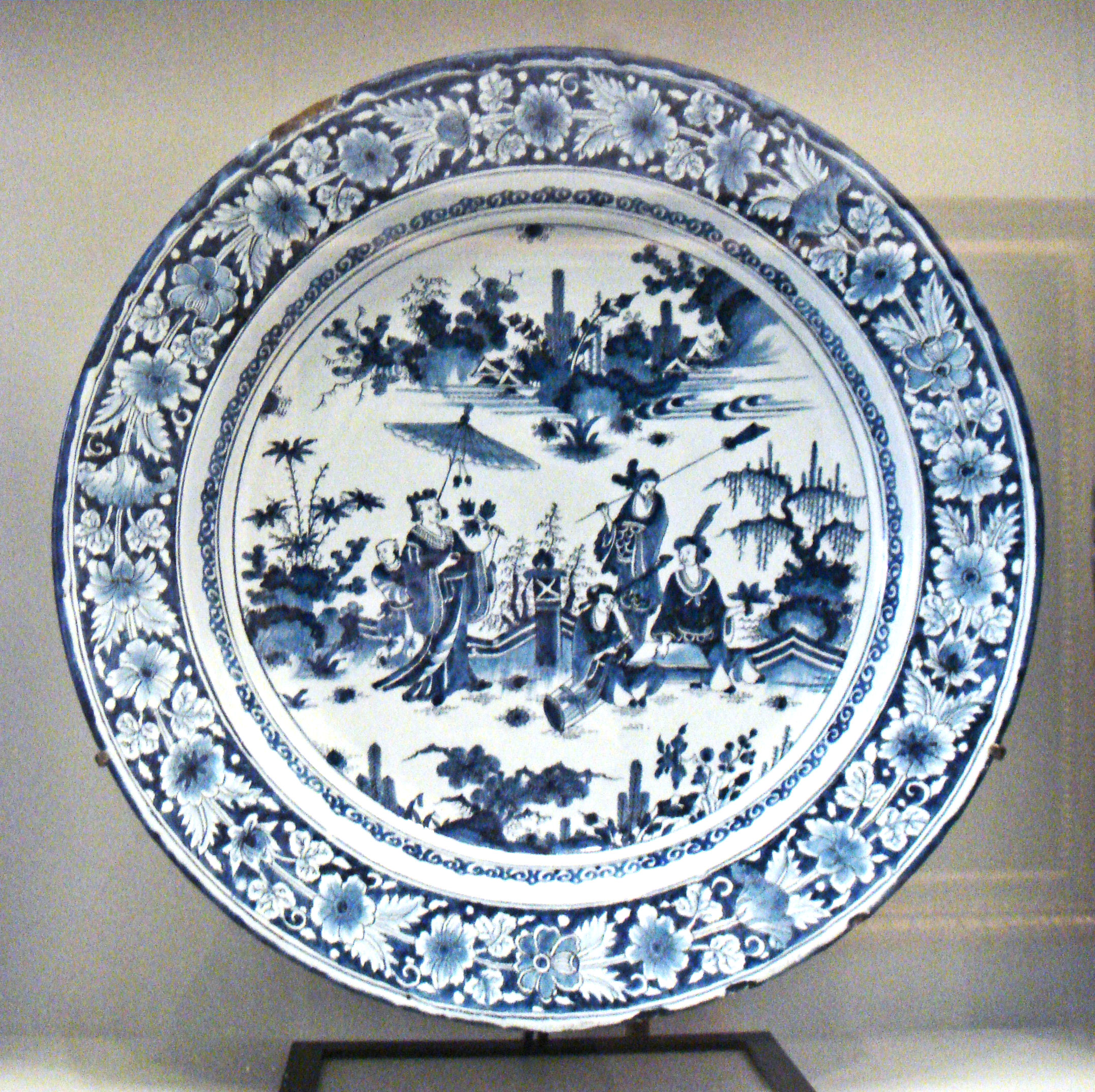
中式风格彩陶盘
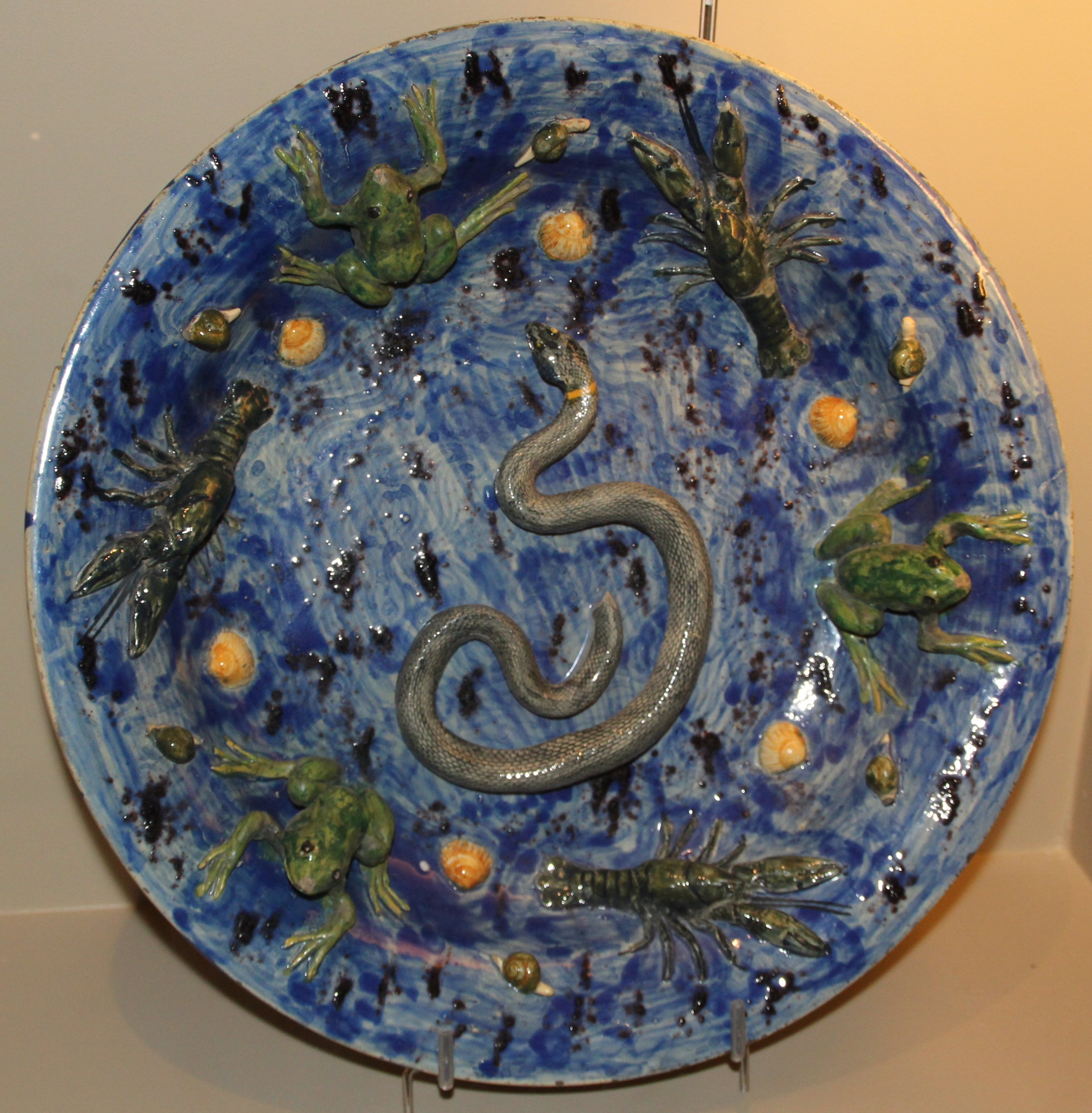
青龙彩陶盘
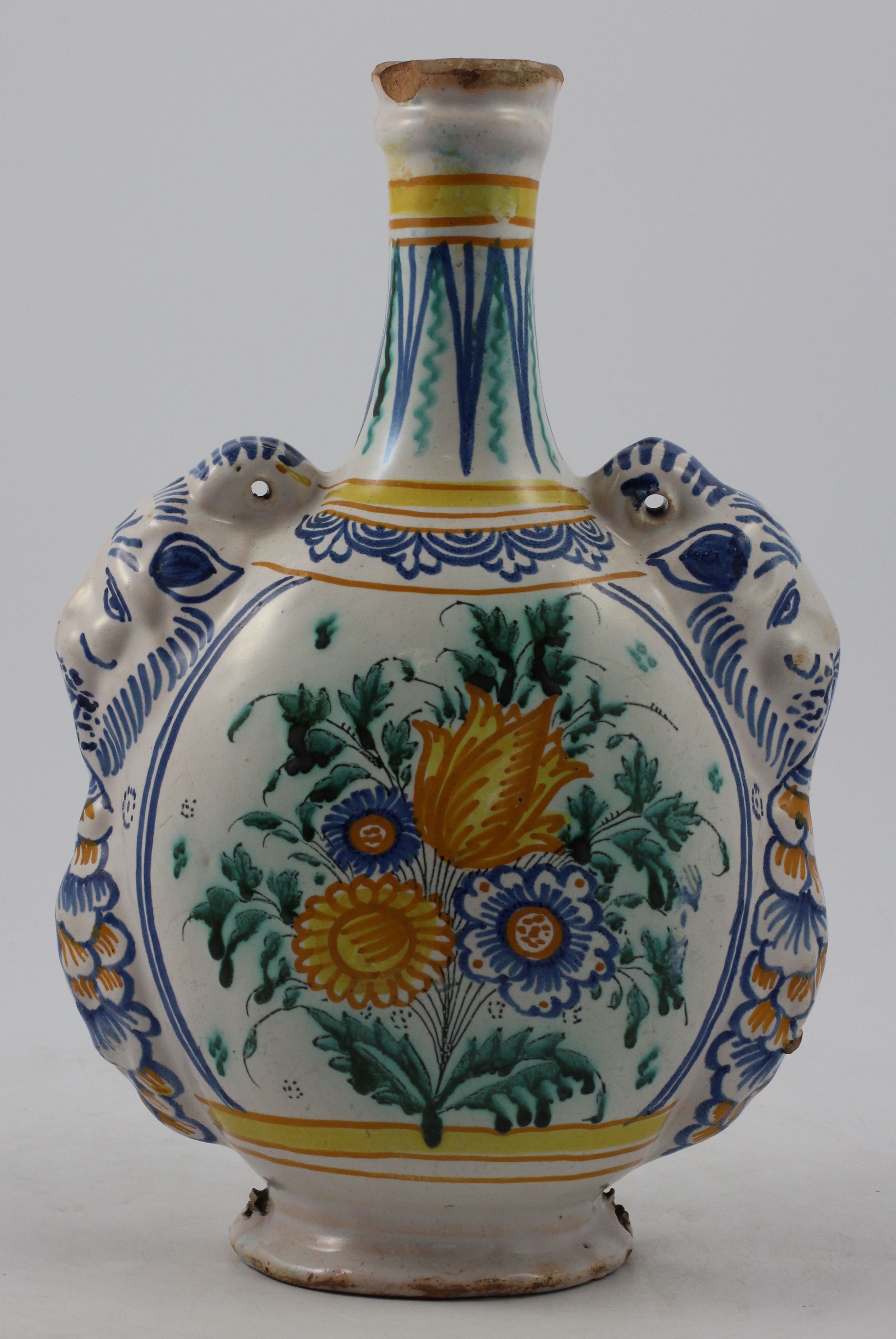
瓷壶彩陶
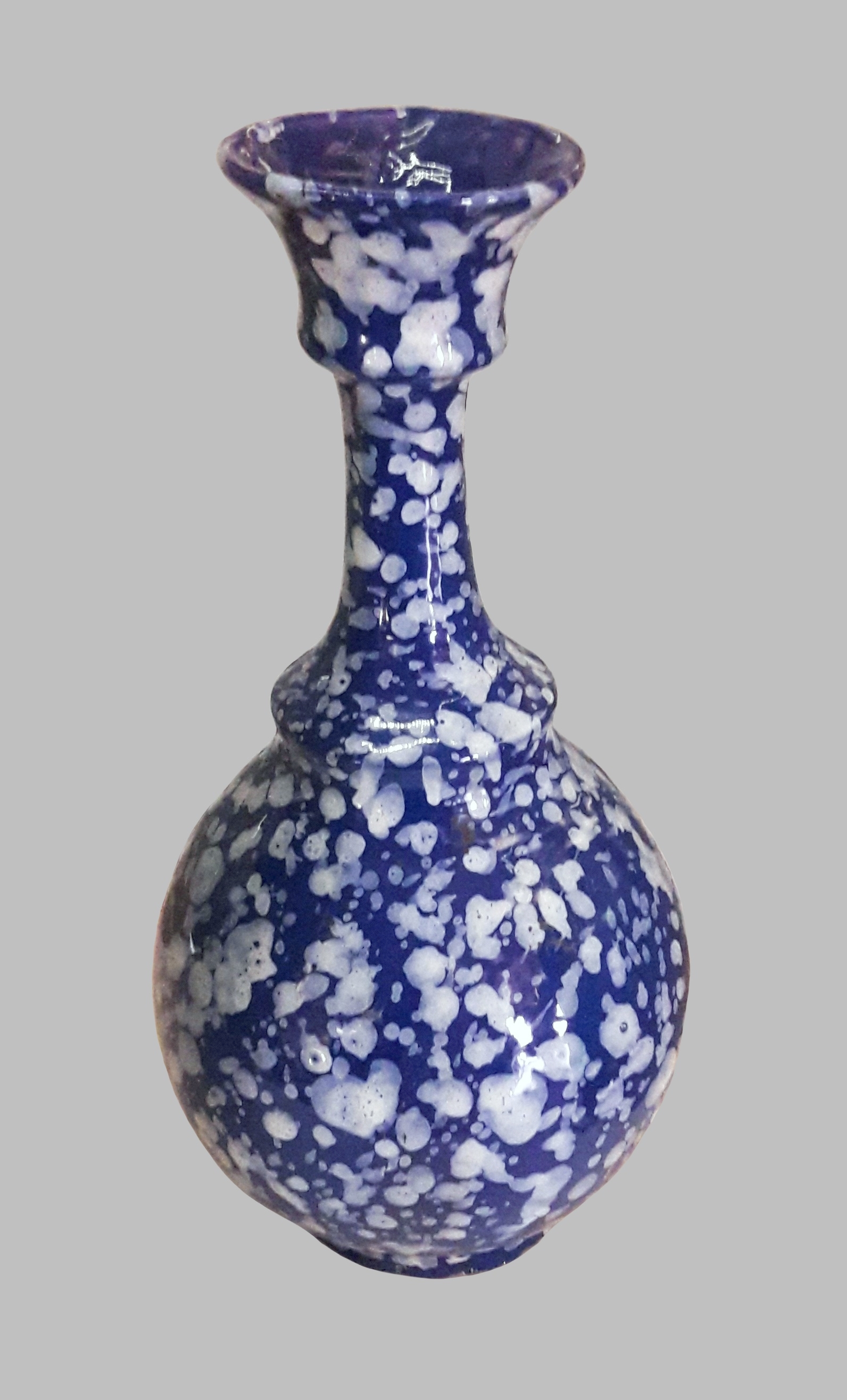
溅蜡风格彩陶瓶

### 体育

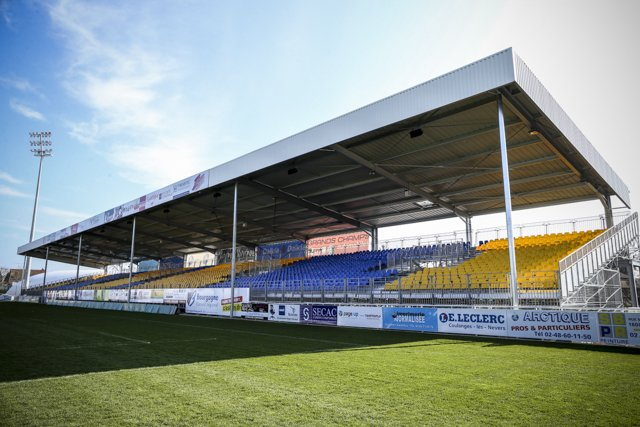
花原球场

2020年，讷韦尔境内共有1家游泳池、9间体育馆、2座综合体育场、15处网球场、8处足球或橄榄球场以及2处篮球或排球场。讷韦尔附近的圣埃卢瓦境内建有马术场。距离讷韦尔最近的高尔夫球场则位于市区以南约12公里外的马尼-库尔境内。讷韦尔市政府支持当地的体育事业发展，前者提供团体项目运营资助，并负责运动设施维护。
截至2022年9月，讷韦尔境内共有三家注册足球俱乐部。讷韦尔足球俱乐部（编号581784）是当地的代表性足球队，成立于1948年，曾参与1973-1974和1975-1976两个赛季的法国足球乙级联赛，后因经营不善而最终于2016年解散重组，其主队2022至2023赛季参加勃艮第-弗朗什-孔泰大区足球联赛乙组（法国第七级别），其主场为莱瑟内球场（Stade des Senets）。除足球外，讷韦尔亦有多个其他项目的运动团体，其中讷韦尔橄榄球俱乐部是讷韦尔地区唯一一个集体运动职业俱乐部，其主队2022至2023赛季参加法国橄榄球乙级联赛，其主场花原球场位于卢瓦尔河畔塞尔穆瓦斯境内，该球场可同时容纳超过七千名观众；讷韦尔跃进是当地的一支乒乓球俱乐部，其主队曾获得2002、2003和2004年法国乒乓球职业联赛的冠军，后被重组改建成为一个多项目的体育协会。
讷韦尔亦因其附近的马尼库尔赛道而闻名，该赛道始建于1959年，1991年得到扩建改造，1991至2008年间曾为一级方程式赛车法国大奖赛的主办地，此后该赛道又承接了2010年和2022年的世界超级摩托车锦标赛，并不定期私人跑车比赛。除此之外，1903、1962、1971、1986、2003和2021年的环法自行车赛路线经过讷韦尔。

### 美食
讷韦尔地区的传统饮食与法国大部分区域接近，当地的地方性特色食品包括内古斯硬糖、花生糖、彩陶糖（Faïençon）、Ôlieu手工啤酒等。讷韦尔以北40公里外的卢瓦尔河左岸和右岸分别为桑塞尔和卢瓦尔河畔普伊，两者为卢瓦尔河谷葡萄酒产区的组成部分，并均获得了原产地命名控制认证。讷韦尔的传统餐厅及面包房多分布于城市核心区域，截至2022年9月，讷韦尔共有两家餐厅被《米其林指南》推荐。在外来食品方面，法国快餐O'Tacos讷韦尔分店于2021年开门营业，当地的首家肯德基餐厅位于瓦雷讷-沃泽勒境内，预计于2022年底开业。

### 活动

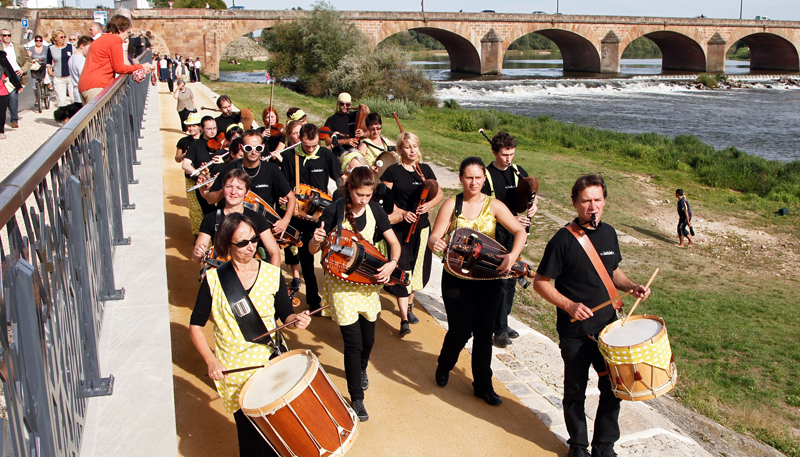
卢瓦尔河畔的一场文化游行

讷韦尔境内的多个街区每周都会举办各类型的商业集会，并在每年11至12月间还举办圣诞集市。除此之外，自1987年起，讷韦尔每年11月举办爵士音乐节（D'Jazz Nevers）。2021年5月，法国总统埃马纽埃尔·马克龙曾前往讷韦尔参加法国饶舌乐队47Ter在此举办的演唱会。
| 讷韦尔商业集市（部分） |              |                                          |                          |
| 集市规模               | 交易商品类型 | 地点或集市名称                           | 举办时间                 |
| 综合性                 | 综合         | 圣阿里格勒集市（Marché Saint-Arigle）    | 每周二至六               |
| 综合性                 | 综合         | 卡尔诺集市（Marché Carnot）              | 每周二至六上午           |
| 综合性                 | 土特产       | 抵抗运动广场（Place de la Résistance）   | 每周五15至19点           |
| 区域性                 | 夏季农产品   | 罗歇·萨朗格罗公园（Parc Roger-Salengro） | 每年七、八月周三14至19点 |
| 区域性                 | 综合         | 罗歇·萨朗格罗公园（Parc Roger-Salengro） | 每周六8至13点            |
| 区域性                 | 综合         | 利奥泰元帅街（Rue Maréchal-Lyautey）     | 每周四8至13点30          |
| 区域性                 | 综合         | 大库尔利广场（Place du Grand Courlis）   | 每月第二个周五8至13点    |
| 区域性                 | 综合         | 勒邦莱集市（Marché du Banlay）           | 每周四8至12点            |

### 影视作品
1959年法日合拍的电影《广岛之恋》以及1977年的美国电影《夕阳之恋》曾取景于讷韦尔。

## 相关人物
波兰王后玛丽亚·卡齐米埃拉·达尔昆、勃艮第女王伊丽莎白、法国工程师皮埃尔·马里·热罗姆·特雷萨盖、政治家让-弗朗索瓦·德布尔古安和罗斯利娜·巴舍洛、外交家皮埃尔·奥古斯特·阿代、将军奥古斯特·亚历山大·迪克罗、厨师居伊·萨沃伊、皮划艇运动员让·洛代、击剑运动员戈捷·格吕米耶、足球运动员布鲁诺·马蒂尼和亚历山大·乌基贾出生于讷韦尔。
逝世于讷韦尔的主要人物则包括波兰国王扬·卡齐米日、法国政治家皮埃尔·贝雷戈瓦和公路车运动员居伊·利吉耶等。

## 友好城市
截至2022年9月，讷韦尔共与12座城市建立了友好城市关系：
- 法國 沙勒维尔-梅济耶尔（1959年），这也是法国唯一一对本土省会间的友好城市。为纪念两城间的友谊，讷韦尔火车站前方的街道被命名为“沙勒维尔街”（Rue de Charleville），而沙勒维尔-梅济耶尔市中心的枢纽广场则被命名为“讷韦尔”[文 51]。
- 義大利 曼托瓦（1959年）
- 瑞典 隆德（1967年）
- 德国 科布伦茨（1973年）
- 英国 圣奥尔本斯（1974年）
- 突尼西亞 哈马马特（1984年）
- 羅馬尼亞 阿尔杰什河畔库尔泰亚（1990年）
- 波蘭 谢德尔采（2002年）
- 希腊 斯塔夫鲁波利斯（2004年）
- 中国 台州市（2006年）
- 白俄羅斯 明斯克（2015年）
- 法國 卢尔德（2021年）

### 文献网站
- André Leguai; Jean-Bernard Charrier. . Centre départemental de documentation pédagogique. 1999: 444 [1971]  [2022-09-04]. ISBN 2-905965-39-8. （原始内容存档于2022-09-04） （法语）.
- INSEE.  [法国国家经济统计局关于讷韦尔的详细数据统计]. insee.fr.   [2022-09-07]. （原始内容存档于2022-08-14） （法语）.

### 分类资料
历史类
1. ↑  Jean-Marie Meunier. . Revue du Nivernais. 1907 （法语）.
2. ↑  . lexilogos.com.   [2022-09-04]. （原始内容存档于2022-07-07） （法语）.
3. ↑  Albert Dauzat; Charles Rostaing. . Paris: Librairie Guénégaud. 1979. ISBN 2-85023-076-6 （法语）.
4. ↑  Jacques Le Long. . Charles Osmont. 1719: 1100  [2022-09-04]. （原始内容存档于2022-09-04） （法语）.
5. ↑  . lejdc.fr. Le Journal du Centre. 2022-08-16  [2022-09-04]. （原始内容存档于2022-09-04） （法语）.
6. ↑  André Leguai; Jean-Bernard Charrier, Histoire du Nivernais, Il se montra modéré et leur conserva le titre d' " alliés du peuple romain ". （法文）
7. ↑  André Leguai; Jean-Bernard Charrier, Histoire du Nivernais, Une autre se détachait de la première à Decize, suivait le cours de la Loire, passait à Nevers (Nevirnum), Mesves (Massava), Cosne (Condate) et, de là, gagnait Orléans. （法文）
8. ↑  ville de Nevers. . nevers.fr.   [2022-09-04]. （原始内容存档于2022-05-08） （法语）.
9. ↑  . sanctoral.com.   [2022-09-04]. （原始内容存档于2022-09-04） （法语）. Saint Eulade Premier Évêque de Nevers
10. ↑  Justin Favrod. . Le savoir suisse. Lausanne: Presse polytechniques et universitaire romande. 2002 （法语）.
11. ↑  Marie Moreau. . my-loire-valley.com. 2020-04-30  [2022-09-04]. （原始内容存档于2022-09-04） （法语）.
12. ↑  André Leguai; Jean-Bernard Charrier, Histoire du Nivernais, Après la mort, le futur Nivernais fut rattaché au royaume d'Aquitaine qui disparut à l'avènement de Louis le Pieux puis fut reconstitué, en 817, pour son fils, Pépin. （法文）
13. ↑  André Leguai; Jean-Bernard Charrier, Histoire du Nivernais, Après 843, le futur Nivernais fit partie du royaume de Charles le Chauve. （法文）
14. ↑  André Leguai; Jean-Bernard Charrier, Histoire du Nivernais, En 841, le comte de Nevers était Hugues, fils du comte de Bourges （法文）
15. ↑  André Leguai; Jean-Bernard Charrier, Histoire du Nivernais, les Normands...En 865. ils dévastèrent le comté de Nevers et le Donziais. （法文）
16. ↑  André Leguai; Jean-Bernard Charrier, Histoire du Nivernais, A la mort de celui-ci, il fut...gouvernèrent le comté de Nevers （法文）
17. ↑  André Leguai; Jean-Bernard Charrier, Histoire du Nivernais, En 953, le comte de Chalon, Gilbert, envahit le comté de Nevers et s'empara de la ville qui fut livrée au pillage et à l'incendie. （法文）
18. ↑  André Leguai; Jean-Bernard Charrier, Histoire du Nivernais, vers 960, il passa sous l'administration directe des ducs de Bourgogne Otton （法文）
19. ↑  collectif. . Paris: Editions Bonneton. 1992: 428. ISBN 2-86253-124-3 （法语）.
20. ↑  Jean Lebeuf (abbé). . Auxerre: Perriquet. 1743: 923 （法语）.
21. ↑  Alice Saunier-Seité. . Éditions France-Empire. 1998: 213–223. ISBN 2-7048-0845-7 （法语）.
22. ↑  René de Lespinasse. . Nevers: J. Gremion (Nevers), Champion (Paris). 1916 （法语）.
23. ↑  . altesses.eu.   [2022-09-04] （法语）.
24. ↑  Daniela Frigo. . . Dix-septième siècle. Presses Universitaires de France. : 192 （法语）.
25. ↑  Claudio Rendina. . Newton & Compton Editori. 2004 （意大利语）.
26. ↑  ville de Nevers. . nevers.fr.   [2022-09-04]. （原始内容存档于2022-09-04） （法语）.
27. ↑  ville de Nevers. . nevers.fr.   [2022-09-04]. （原始内容存档于2022-09-04） （法语）.
28. ↑  . archives.nievre.fr.   [2022-09-04]. （原始内容存档于2022-09-04） （法语）.
29. ↑  Guy Thuillier. . . Armand Colin. 1963 （法语）.
30. ↑  ville de Nevers. . nevers.fr.   [2022-09-04]. （原始内容存档于2022-11-27） （法语）.
31. ↑  . archives.nievre.fr.   [2022-09-04]. （原始内容存档于2022-09-04） （法语）.
32. ↑  Henri Domengie. . Breil-sur-Roya: Cabri. 1986: 251. ISBN 2-903310-48-3 （法语）.
33. ↑  . lejdc.fr. Le Journal du Centre. 2018-07-31  [2022-09-04]. （原始内容存档于2022-09-04） （法语）.
34. ↑  . lejdc.fr. Le Journal du Centre. 2014-07-16  [2022-09-04]. （原始内容存档于2022-09-04） （法语）.
35. ↑  France 3 Bourgogne-Franche-Comté. . france3-regions.francetvinfo.fr. 2019-04-17  [2022-09-04]. （原始内容存档于2022-11-19） （法语）.
36. ↑  . koikispass.com. 2016-10-07  [2022-09-04]. （原始内容存档于2022-09-04） （法语）.
37. ↑  . caradisiac.com. 2011-01-22  [2022-09-04]. （原始内容存档于2022-09-04） （法语）.
38. ↑  . lejdc.fr. Le Journal du Centre. 2021-11-20  [2022-09-04]. （原始内容存档于2022-09-04） （法语）.

地理类
1. ↑  . kartenn.openstreetmap.bzh.   [2022-09-04]. （原始内容存档于2021-12-07） （奥克语）.
2. ↑  系统管理员. . 台州职业技术学院官网. 2005-11-01  [2022-09-04]. （原始内容存档于2022-09-04） （中文）.
3. ↑  . 上海外国语大学欧盟研究中心. 2014-08-02  [2022-09-04]. （原始内容存档于2022-09-04） （中文）.
4. ↑  环球网. . 搜狐网. 2016-04-29  [2022-09-04]. （原始内容存档于2022-09-04） （中文）.
5. ↑  . hydro.eaufrance.fr.   [2022-09-10] （法语）.
6. ↑   (pdf). donnees.centre.developpement-durable.gouv.fr.   [2022-09-10]. （原始内容存档 (PDF)于2022-09-27） （法语）.
7. ↑  ville de Nevers. . nevers.fr.   [2022-09-10]. （原始内容存档于2022-09-10） （法语）.
8. ↑  . nievre.fr. département de la Nièvre.   [2022-09-08]. （原始内容存档于2022-09-09） （法语）.
9. ↑  sig.ville.gouv.fr. . sig.ville.gouv.fr.   [2022-09-10]. （原始内容存档于2022-09-10） （法语）.
10. ↑  insee.fr. . insee.fr.   [2022-08-17] （法语）.
11. ↑  insee.fr. . insee.fr.   [2022-08-17]. （原始内容存档于2022-08-17） （法语）.
12. ↑  insee.fr. . insee.fr.   [2022-08-17]. （原始内容存档于2022-08-17） （法语）.
13. ↑  sig.ville.gouv.fr. . sig.ville.gouv.fr.   [2022-09-10]. （原始内容存档于2022-09-10） （法语）.
14. ↑  . garesetconnexions.sncf. SNCF GARES & CONNEXIONS.   [2022-09-06]. （原始内容存档于2022-09-08） （法语）.
15. ↑  . lejdc.fr. Le Journal du Centre. 2021-11-29  [2022-09-06]. （原始内容存档于2022-09-07） （法语）.
16. ↑  ville de Nevers. . nevers.fr.   [2022-09-06]. （原始内容存档于2022-09-08） （法语）.
17. ↑  linternaute. . linternaute.com.   [2019-05-31]. （原始内容存档于2022-05-08） （法语）.
18. ↑  . garesetconnexions.sncf. SNCF GARES & CONNEXIONS.   [2022-09-06]. （原始内容存档于2022-09-07） （法语）.
19. ↑  TER Bourgogne-Franche-Comté. . ter.sncf.com.   [2022-09-10]. （原始内容存档于2022-08-17） （法语）.
20. ↑  . garesetconnexions.sncf. SNCF GARES & CONNEXIONS.   [2022-09-10]. （原始内容存档于2022-09-11） （法语）.
21. ↑  . lamontagne.fr. La Montagne. 2022-01-28  [2022-09-06]. （原始内容存档于2022-09-07） （法语）.
22. ↑  . lejdc.fr. Le Journal du Centre. 2022-02-03  [2022-09-06]. （原始内容存档于2022-09-07） （法语）.
23. ↑  . air-journal.fr. 2012-04-30  [2022-09-06]. （原始内容存档于2022-09-07） （法语）.
24. ↑  ville de Nevers. . nevers.fr.   [2022-09-06]. （原始内容存档于2022-09-08） （法语）.
25. ↑  . taneo-bus.fr.   [2022-08-17]. （原始内容存档于2020-07-17） （法语）.
26. ↑  linternaute. . linternaute.   [2019-05-31]. （原始内容存档于2019-06-02） （法语）.

社科类
1. ↑  collectivites-locales.gouv.fr. . collectivites-locales.gouv.fr.   [2022-09-10]. （原始内容存档于2022-06-21） （法语）.
2. ↑  insee.fr. . insee.fr.   [2022-08-17]. （原始内容存档于2021-06-07） （法语）.
3. ↑  insee.fr. . insee.fr.   [2022-08-17]. （原始内容存档于2018-07-24） （法语）.
4. ↑  insee.fr. . insee.fr.   [2022-08-17]. （原始内容存档于2020-11-10） （法语）.
5. ↑  . lejdc.fr. Le Journal du Centre. 2020-02-15  [2022-09-11]. （原始内容存档于2022-09-11） （法语）.
6. ↑  . election-europeenne.linternaute.com.   [2022-09-06]. （原始内容存档于2020-08-09） （法语）.
7. ↑  . election-departementale.linternaute.com.   [2022-09-06]. （原始内容存档于2020-08-13） （法语）.
8. ↑  . election-regionale.linternaute.com.   [2022-09-06]. （原始内容存档于2021-09-26） （法语）.
9. ↑  insee.fr. . insee.fr.   [2022-09-08]. （原始内容存档于2021-05-01） （法语）.
10. ↑  Commune de Nevers (58194) - commune actuelle（法文）
11. ↑  . francenum.gouv.fr. 2022-06-29  [2022-09]. （原始内容存档于2022-09-08） （法语）.
12. ↑  Pole Emploi (编). . pole-emploi.fr.   [2022-09-07]. （原始内容存档于2022-09-08） （法语）.
13. ↑  Manageo (编). . manageo.fr.   [2022-09-07]. （原始内容存档于2022-09-08） （法语）.
14. ↑  Le Figaro (编). . entreprises.lefigaro.fr.   [2022-09-07]. （原始内容存档于2022-09-08） （法语）.
15. ↑  Le Figaro (编). . entreprises.lefigaro.fr.   [2022-09-07]. （原始内容存档于2022-09-08） （法语）.
16. ↑  Le Figaro (编). . entreprises.lefigaro.fr.   [2022-09-07]. （原始内容存档于2022-09-08） （法语）.
17. ↑  Le Figaro (编). . entreprises.lefigaro.fr.   [2022-09-07]. （原始内容存档于2022-09-08） （法语）.
18. ↑  Le Figaro (编). . entreprises.lefigaro.fr.   [2022-09-07]. （原始内容存档于2022-09-08） （法语）.
19. ↑  Le Figaro (编). . entreprises.lefigaro.fr.   [2022-09-07]. （原始内容存档于2022-09-08） （法语）.
20. ↑  Le Figaro (编). . entreprises.lefigaro.fr.   [2022-09-07]. （原始内容存档于2022-09-08） （法语）.
21. ↑  Le Figaro (编). . entreprises.lefigaro.fr.   [2022-09-07]. （原始内容存档于2022-09-08） （法语）.
22. ↑  JDN (编). . journaldunet.fr.   [2022-09-07]. （原始内容存档于2018-12-18） （法语）.
23. ↑  Ministère de la Cohésion des territoires et des Relations avec les collectivités territoriales (编). . cohesion-territoires.gouv.fr.   [2022-09-07]. （原始内容存档于2022-05-05） （法语）.
24. ↑  JDN (编). . journaldunet.fr.   [2022-09-07]. （原始内容存档于2019-06-16） （法语）.
25. ↑  linternaute. . linternaute.   [2019-05-31]. （原始内容存档于2019-05-31） （法语）.
26. ↑  JDN (编). . journaldunet.fr.   [2022-09-07]. （原始内容存档于2022-09-08） （法语）.
27. ↑  Académie de Dijon. . ac-dijon.fr.   [2022-01-01]. （原始内容存档于2022-02-01） （法语）.
28. ↑  . linternaute.com.   [2022-09-08]. （原始内容存档于2019-05-31） （法语）.
29. ↑  le journal des femmes. . le journal des femmes.   [2019-05-31]. （原始内容存档于2021-05-31） （法语）.
30. ↑  . villedata.fr.   [2022-09-08]. （原始内容存档于2022-09-08） （法语）.
31. ↑  GHT de la Nièvre. . ch-nevers.fr.   [2022-09-08]. （原始内容存档于2022-09-08） （法语）.
32. ↑  FHF. . etablissements.fhf.fr.   [2022-09-08]. （原始内容存档于2022-09-08） （法语）.
33. ↑  FHF. . etablissements.fhf.fr.   [2022-09-08]. （原始内容存档于2022-09-08） （法语）.
34. ↑  ville de Nevers. . nevers.fr.   [2022-09-08]. （原始内容存档于2022-09-09） （法语）.
35. ↑  . agglo-nevers.net.   [2022-09-08]. （原始内容存档于2022-09-08） （法语）.
36. ↑  . agglo-nevers.net.   [2022-09-08]. （原始内容存档于2022-09-08） （法语）.
37. ↑  . linternaute.com.   [2022-09-08]. （原始内容存档于2022-05-08） （法语）.
38. ↑  carrefour.fr. . carrefour.fr.   [2019-05-31]. （原始内容存档于2019-05-20） （法语）.
39. ↑  . centre-commercial.fr.   [2022-09-08]. （原始内容存档于2022-09-08） （法语）.
40. ↑  Petit Futé. . petitfute.com.   [2022-08-06] （法语）.
41. ↑  France 3 Bourgogne-Franche-Comté (编). . france3-regions.francetvinfo.fr.   [2022-09-09]. （原始内容存档于2022-09-09） （法语）.
42. ↑  . commune-mairie.fr.   [2022-09-09] （法语）.
43. ↑  . centrefrancepub.fr.   [2022-09-09]. （原始内容存档于2022-09-09） （法语）.
44. ↑  . schoop.fr.   [2022-09-09]. （原始内容存档于2022-10-14） （法语）.
45. ↑  ville de Nevers. . nevers.fr. 2022-01-10  [2022-09-09]. （原始内容存档于2022-09-09） （法语）.
46. ↑  Nevers Agglomération. . agglo-nevers.net.   [2022-09-09]. （原始内容存档于2022-09-09） （法语）.
47. ↑  . lejdc.fr. Le Journal du Centre. 2019-03-26  [2022-09-09]. （原始内容存档于2022-09-09） （法语）.
48. ↑  Nevers Agglomération. . agglo-nevers.net.   [2022-09-09]. （原始内容存档于2022-09-09） （法语）.
49. ↑  Nevers Agglomération. . agglo-nevers.net.   [2022-09-09]. （原始内容存档于2022-09-09） （法语）.
50. ↑  linternaute (编). . linternaute.com.   [2022-09-09]. （原始内容存档于2022-09-09） （法语）.
51. ↑  linternaute (编). . linternaute.com.   [2022-09-09]. （原始内容存档于2022-09-09） （法语）.
52. ↑  service-public.fr. . service-public.fr. 2019-04-15  [2019-05-31]. （原始内容存档于2022-05-08） （法语）.
53. ↑  service-public.fr. . service-public.fr. 2017-06-13  [2019-05-31]. （原始内容存档于2021-07-13） （法语）.
54. ↑  ville de Nevers. . nevers.fr.   [2022-09-08]. （原始内容存档于2022-09-08） （法语）.
55. ↑  ville de Nevers. . nevers.fr. 2019-12-02  [2022-09-10]. （原始内容存档于2022-09-11） （法语）.
56. ↑  . linternaute.com.   [2022-09-08]. （原始内容存档于2022-09-09） （法语）.
57. ↑  ville de Nevers. . nevers.fr.   [2022-09-09]. （原始内容存档于2022-09-09） （法语）.
58. ↑  . lejdc.fr. Le Journal du Centre. 2016-01-29  [2022-09-11]. （原始内容存档于2022-09-11） （法语）.
59. ↑  . liberation.fr. Libération. 2020-02-16  [2022-09-11]. （原始内容存档于2022-09-11） （法语）.
60. ↑  Ministère de la Transition Ecologique. . ecoquartiers.logement.gouv.fr.   [2022-09-11]. （原始内容存档于2022-09-11） （法语）.
61. ↑  Nevers Agglomération. . agglo-nevers.net.   [2022-09-09]. （原始内容存档于2022-09-09） （法语）.
62. ↑  Le Journal du Centre. . lejdc.fr. 2022-07-09  [2022-09-09]. （原始内容存档于2022-11-08） （法语）.
63. ↑  . linternaute.com.   [2022-09-08]. （原始内容存档于2022-09-08） （法语）.
64. ↑  . golf-passion.org.   [2022-09-08]. （原始内容存档于2022-09-08） （法语）.
65. ↑  ville de Nevers. . nevers.fr.   [2022-09-09]. （原始内容存档于2019-11-16） （法语）.

文化类
1. ↑  . linternaute.com.   [2022-09-08]. （原始内容存档于2022-09-08） （法语）.
2. ↑  . u-bourgogne.fr.   [2022-09-08]. （原始内容存档于2022-10-25） （法语）.
3. ↑  . onisep.fr.   [2022-09-08]. （原始内容存档于2022-09-08） （法语）.
4. ↑  . lejdc.fr. Le Journal du Centre. 2020-09-28  [2022-09-08]. （原始内容存档于2022-09-09） （法语）.
5. ↑  . letudiant.fr. L'Etudiant.   [2022-09-08]. （原始内容存档于2022-09-08） （法语）.
6. ↑  . nevers-sup.fr. Nevers Sup.   [2022-09-08]. （原始内容存档于2022-08-19） （法语）.
7. ↑  ville de Nevers. . nevers.fr. 2018-06-01  [2022-09-08]. （原始内容存档于2022-09-09） （法语）.
8. ↑  . monumentum.fr.   [2022-09-08]. （原始内容存档于2022-10-10） （法语）.
9. ↑  . francebleu.fr.   [2022-09-09]. （原始内容存档于2022-09-10） （法语）.
10. ↑  Jean-Pierre Gaudin. . Revue française de science politique. 1995  [2022-09-11]. （原始内容存档于2022-09-11） （法语）.
11. ↑  ville de Nevers. . nevers.fr.   [2022-09-11]. （原始内容存档于2022-09-11） （法语）.
12. ↑  . europe-en-france.gouv.fr.   [2022-09-11]. （原始内容存档于2022-09-11） （法语）.
13. ↑  Ministère de la Culture. . pop.culture.gouv.fr.   [2022-09-09]. （原始内容存档于2022-12-17） （法语）.
14. ↑  Ministère de la Culture. . pop.culture.gouv.fr.   [2022-09-09]. （原始内容存档于2022-09-26） （法语）.
15. ↑  Ministère de la Culture. . pop.culture.gouv.fr.   [2022-09-09]. （原始内容存档于2022-09-26） （法语）.
16. ↑  Ministère de la Culture. . pop.culture.gouv.fr.   [2022-09-09]. （原始内容存档于2022-09-09） （法语）.
17. ↑  Ministère de la Culture. . pop.culture.gouv.fr.   [2022-09-09]. （原始内容存档于2022-09-09） （法语）.
18. ↑  . nievre.catholique.fr.   [2022-09-09]. （原始内容存档于2022-09-09） （法语）.
19. ↑  . nievre.catholique.fr.   [2022-09-09]. （原始内容存档于2022-09-09） （法语）.
20. ↑  . service-des-moniales.cef.fr.   [2022-09-08]. （原始内容存档于2022-08-19） （法语）.
21. ↑  Le Journal du Centre. . lejdc.fr. 2021-01-27  [2022-09-09]. （原始内容存档于2022-09-10） （法语）.
22. ↑  Le Journal du Centre. . lejdc.fr. 2021-01-25  [2022-09-09]. （原始内容存档于2022-09-09） （法语）.
23. ↑  . ctelephone.city.   [2022-09-10]. （原始内容存档于2022-09-11） （法语）.
24. ↑  . comprendrebouddhisme.com.   [2022-09-10]. （原始内容存档于2022-09-11） （法语）.
25. ↑  Office de Tourisme de Nevers. . nevers-tourisme.com.   [2022-09-10]. （原始内容存档于2022-05-26） （法语）.
26. ↑  Culture Nevers. . culture.nevers.fr.   [2022-09-09]. （原始内容存档于2022-09-09） （法语）.
27. ↑  ville de Nevers. . nevers.fr.   [2022-09-09]. （原始内容存档于2022-09-09） （法语）.
28. ↑  FÉDÉRATION FRANÇAISE DE FOOTBALL - LIGUE BOURGOGNE-FRANCHE-COMTÉ (编). . lbfc.fff.fr.   [2022-09-08]. （原始内容存档于2022-09-08） （法语）.
29. ↑  FÉDÉRATION FRANÇAISE DE FOOTBALL - LIGUE BOURGOGNE-FRANCHE-COMTÉ (编). . lbfc.fff.fr.   [2022-09-08]. （原始内容存档于2022-08-17） （法语）.
30. ↑  FFR. . ffr.fr.   [2022-09-09]. （原始内容存档于2022-09-09） （法语）.
31. ↑  . enntt.clubeo.com.   [2022-09-09]. （原始内容存档于2022-11-26） （法语）.
32. ↑  Le Journal du Centre. . lejdc.fr. 2022-09-09  [2022-09-09]. （原始内容存档于2022-09-10） （法语）.
33. ↑  Le Journal du Centre. . lejdc.fr. 2022-09-06  [2022-09-10]. （原始内容存档于2022-09-10） （法语）.
34. ↑  Jean-Paul Vespini. . Paris: Jacob-Duvernet. 2013: 278. ISBN 978-2-84724-466-3 （法语）.
35. ↑  . ledicodutour.com.   [2022-09-09]. （原始内容存档于2022-09-09） （法语）.
36. ↑  Le Journal du Centre. . centrefrancepub.fr. 2021-06-03  [2022-09-09]. （原始内容存档于2022-09-10） （法语）.
37. ↑  Office de Tourisme de Nevers. . nevers-tourisme.com.   [2022-09-10]. （原始内容存档于2022-10-04） （法语）.
38. ↑  Thibaut Boulay; Pascaline Lepeltier. . Loubatières. 2020. ISBN 978-2-86266-774-4 （法语）.
39. ↑  . hachette-vins.com.   [2022-09-10]. （原始内容存档于2022-09-10） （法语）.
40. ↑  Office de Tourisme de Nevers. . nevers-tourisme.com.   [2022-09-10]. （原始内容存档于2022-10-04） （法语）.
41. ↑  Michelin Guide. . guide.michelin.com.   [2022-09-10]. （原始内容存档于2022-09-10） （法语）.
42. ↑  Le Journal du Centre. . lejdc.fr. 2020-09-29  [2022-09-10]. （原始内容存档于2022-09-11） （法语）.
43. ↑  Le Journal du Centre. . lejdc.fr. 2022-04-09  [2022-09-10]. （原始内容存档于2022-09-10） （法语）.
44. ↑  ville de Nevers. . nevers.fr.   [2022-09-10]. （原始内容存档于2022-11-27） （法语）.
45. ↑  jours-de-marche.fr. . jours-de-marche.fr.   [2022-09-10]. （原始内容存档于2022-09-10） （法语）.
46. ↑  . my-loire-valley.com.   [2022-09-10]. （原始内容存档于2022-09-11） （法语）.
47. ↑  Culture Nevers. . culture.nevers.fr.   [2022-09-10]. （原始内容存档于2022-09-10） （法语）.
48. ↑  Le Parisien. . leparisien.fr. 2021-05-21  [2022-09-10]. （原始内容存档于2022-09-10） （法语）.
49. ↑  Le Journal du Centre. . lejdc.fr. 2021-08-02  [2022-09-10]. （原始内容存档于2022-09-11） （法语）.
50. ↑  . imdb.com.   [2022-09-10]. （原始内容存档于2022-09-10） （英语）.
51. ↑  Le Journal du Centre. . lejdc.fr. 2012-07-25  [2022-09-11]. （原始内容存档于2022-09-11） （法语）.

综合类
1. 1 2 3  communes.com. . communes.com.   [2022-09-05]. （原始内容存档于2022-09-05） （法语）.
2. 1 2 3 4 5 6 7 8 9 10 11 12 13 14 15 16 17 18 19 20 21 22 23 24 25 26 27  Géoportail. . geoportail.fr.   [2022-09-05]. （原始内容存档于2022-09-05） （法语）.
3. 1 2  Édouard Charbon. . . Bibliothèque nationale d'Autriche. 1848  [2022-09-04]. （原始内容存档于2022-09-04） （法语）.
4. 1 2  André Leguai. . Centre départemental de documentation pédagogique. 1971  [2022-09-04]. （原始内容存档于2022-09-04） （法语）.
5. 1 2 3  Lechat François. . Paris: Imprimerie Clerc. 1988: 346 （法语）.
6. 1 2  . nevers-tourisme.com.   [2022-09-04]. （原始内容存档于2022-10-04） （法语）.
7. 1 2  Jean Rosen. . Dijon: Faton. 2009-2011. ISBN 978-2-87844-123-9 （法语）.
8. 1 2  . nievre-tourisme.com.   [2022-09-04]. （原始内容存档于2022-09-04） （法语）.
9. 1 2 3 4  Cassini. . cassini.ehess.fr.   [2022-09-08]. （原始内容存档于2022-06-28） （法语）.
10. 1 2  . koikispass.com. 2018-03-29  [2022-09-04]. （原始内容存档于2022-09-04） （法语）.
11. 1 2 3  . parismatch.com. 2018-12-01  [2022-09-04]. （原始内容存档于2022-10-21） （法语）.
12. 1 2 3  linternaute. . linternaute.com.   [2022-09-09]. （原始内容存档于2022-09-08） （法语）.
13. 1 2 3 4 5 6   (pdf). ficheinfoterre.brgm.fr. BRGM. 1988  [2022-09-05]. （原始内容存档 (PDF)于2022-06-17） （法语）.
14. 1 2 3  linternaute. . linternaute.   [2019-05-31]. （原始内容存档于2019-06-30） （法语）.
15. 1 2 3 4 5  . infoclimat.fr.   [2022-09-08]. （原始内容存档于2021-06-03） （法语）.
16. 1 2  nevers.fr. . nevers.fr.   [2019-05-31]. （原始内容存档于2019-07-09） （法语）.
17. 1 2 3 4 5  Le Monde (编). . lemonde.fr.   [2022-09-06]. （原始内容存档于2022-11-20） （法语）.
18. 1 2  Ministère de l'Intérieur (编). . mobile.interieur.gouv.fr.   [2022-09-06]. （原始内容存档于2022-08-16） （法语）.
19. 1 2 3  INSEE, Dossier complet - Commune de Nevers (58194), RES T1 - Établissements actifs employeurs par secteur d'activité agrégé et taille fin 2019 （法文）
20. 1 2  linternaute. . linternaute.com.   [2019-05-31]. （原始内容存档于2022-05-08） （法语）.
21. 1 2  . linternaute.com.   [2022-09-08]. （原始内容存档于2019-05-31） （法语）.
22. 1 2 3 4  . linternaute.com.   [2022-09-08]. （原始内容存档于2021-05-31） （法语）.
23. 1 2  Sylvain Dournel.  (PDF). HAL. 2014  [2022-09-11]. （原始内容存档 (PDF)于2022-09-11） （法语）.
24. 1 2  Le Journal du Centre. . lejdc.fr. 2021-01-31  [2022-09-10]. （原始内容存档于2022-09-10） （法语）.